# バナナサンド
『バナナサンド』は、TBSテレビで放送されているトークバラエティ番組であり、バナナマンとサンドウィッチマンの冠番組。
2019年4月より単発番組として7回放送されたのち、2020年7月1日から毎週水曜日の23:56 - 翌0:55（JST、水曜『テッペン!』枠）においてレギュラー放送が開始。2021年4月6日より毎週火曜日の20時台に枠移動して放送中。

## 概要
バナナマンとサンドウィッチマンの2組とゲストによるバラエティ番組。2022年2月以降は幼少期の格好で本気で遊ぶ『テンション爆上げ〜む』を中心としたゲーム企画が中心となっている。
開始当初は『フレッシュな人材おいしくします』の副題のもと、世の中にあまり知られていないフレッシュなゲストを迎える単発番組としてスタート。単発特番第3弾から2022年2月まではゲストのテンションを爆上げさせるトークバラエティを放送していた。
2020年7月1日から水曜深夜にレギュラー放送が開始された。当初は4月からの放送開始予定だったが、新型コロナウイルスの影響により延期となっていた。2021年4月6日から火曜20時台のゴールデンタイムに昇格。TBS火曜20時枠が自社制作枠になるのは2011年4月19日から2012年9月4日まで放送されていた『教科書にのせたい!』以来8年半振りとなる。
2021年9月から2022年10月までは19時台の『オトラクション』→『サンドウィッチマンのどうぶつ園飼育員さんプレゼン合戦 ZOO-1グランプリ』と交互で隔週2時間スペシャルが続いていた。

## 出演者
- バナナマン（設楽統・日村勇紀） - 主に設楽が全体の進行を務める。
- サンドウィッチマン（伊達みきお・富澤たけし）- 2022年度のみ火曜19時台の『サンドウィッチマンのどうぶつ園飼育員さんプレゼン合戦 ZOO-1グランプリ』（CBCテレビ制作）に引き続いて出演。

## 放送リスト

### 特番
| 回 | 放送日  | メインゲスト                       | その他ゲスト                                                     | 備考               |
| -- | ------- | ---------------------------------- | ---------------------------------------------------------------- | ------------------ |
| 1  | 4月4日  | IKKO、太田基裕、林下清志、ゆきぽよ | 伊藤桃々、岩本和子、鈴木綺麗、橘薫、新原泰佑、吉山りさ、若林萌々 | 木曜23:56 - 翌0:55 |
| 2  | 10月9日 | 波瑠                               | カオスオブマスターフレイム                                       | 水曜23:56 - 翌0:55 |
| 2  | 10月9日 | 清塚信也                           | どぶろっく                                                       | 水曜23:56 - 翌0:55 |

| 回 | 放送日  | 企画 | メインゲスト                 | その他ゲスト                                                                     | 備考               |
| -- | ------- | --- | ---------------------------- | -------------------------------------------------------------------------------- | ------------------ |
| 3  | 1月8日  | - コンサートのMCをレクチャー - アヴェ・マリア盛り上げ芝居選手権 | 森谷真理                     | 空気階段、ゾフィー、ぺこぱ、コウメ太夫                                           | 水曜23:56 - 翌0:55 |
| 3  | 1月8日  | - 香里奈に超強烈キャラのマジシャンを紹介 - 新名古屋グルメをかけて設楽ルールの連帯責任クイズ! - 香里奈のために最新都市伝説「救世主」                                                       | 香里奈                       | カオスオブマスターフレイム、島田秀平                                             | 水曜23:56 - 翌0:55 |
| 4  | 2月11日 | - 同世代の5人の人生を貴重映像で比較 - 青春時代に流行った曲歌えるかクイズ! - 青春時代に流行った服に着替えてみよう! - フワちゃん乱入! 貴乃花をスマホで撮りまくり - 貴乃花 くら寿司デビュー! | 貴乃花                       | フワちゃん                                                                       | 火曜19:00 - 20:57  |
| 4  | 2月11日 | - 超天然若手芸人のコストコ爆笑リポートで学ぶ - 爆弾発言連発リポートで学ぶ - 絶品低糖質グルメ 食べられるのは誰だ!?                                                                         | 桜井日奈子                   | 別府ともひこ（エイトブリッジ）、林下清志                                         | 火曜19:00 - 20:57  |
| 4  | 2月11日 | - 吉田日向くんにクラスの人気者になれる方法を伝授 - 吉田日向くん はじめてのドッキリ! - ここでパプリカ選手権                                                                                | 吉田日向（Foorin）           | ハナコ、四千頭身、チョコレートプラネット、ゾフィー                               | 火曜19:00 - 20:57  |
| 5  | 3月31日 | - 爆上がりショット! - 爆上がり悩み相談 | 中川大志                     |                                                                                  | 火曜22:00 - 22:57  |
| 5  | 3月31日 | - 爆上がりショット! - 爆上がり悩み相談 - 大喜利にらめっこ対決 | バカリズム                   |                                                                                  | 火曜22:00 - 22:57  |
| 6  | 4月7日  | - 爆上がりショット! - 食通・綾野剛とグルメ対決! 絶品寿司or別府寿司 | 綾野剛                       | 別府ともひこ（エイトブリッジ）                                                   | 火曜22:00 - 22:57  |
| 6  | 4月7日  | - 新婚バカリズムが一番アガるのは!? バナナサンドからの結婚祝い合戦! | バカリズム                   |                                                                                  | 火曜22:00 - 22:57  |
| 7  | 5月5日  | - 爆上がりショット! - マッスルタイミング選手権 | 賀来賢人                     | 庄司智春（品川庄司）、なかやまきんに君、マヂカルラブリー                         | 火曜19:00 - 20:57  |
| 7  | 5月5日  | - 爆上がりショット! - 爆上がり悩み相談 | ジェシー・田中樹（SixTONES） | 岩橋良昌（プラス・マイナス）、ゲッターズ飯田、コウメ太夫、ハリウッドザコシショウ | 火曜19:00 - 20:57  |

### レギュラー版

#### 水曜深夜時代

##### 2020年
| 回 | 放送日   | 企画 | メインゲスト                                             | その他ゲスト | 備考                                    |
| -- | -------- | --- | -------------------------------------------------------- | --- | --------------------------------------- |
| 1  | 7月1日   | - 爆上がりショット! - マッスルタイミング選手権                                                                                  | 星野源                                                   | 庄司智春、なかやまきんに君、東京ホテイソン                                                                             |                                         |
| 1  | 7月1日   | - うちの相方ってこんな人 相方写真館                                                                                             |                                                          | |                                         |
| 2  | 7月8日   | - 爆上がりショット! - さまぁ～ず 爆上がり伝説 - ディスタンス厳守 爆上がりゲーム! ぶっかけて隠れてジャンケンポン                 | さまぁ〜ず                                               | |                                         |
| 3  | 7月15日  | - 爆上がりショット! - 爆上がりノーリアクション対決 - 爆上がり芝居ショー                                                         | 出川哲朗                                                 | |                                         |
| 4  | 7月22日  | - 爆上がりショット! - ジャンガジャンガ選手権                                                                                    | アンガールズ                                             | コウメ太夫、すゑひろがりず、東京ホテイソン、とにかく明るい安村、 トム・ブラウン、ななまがり、にゃんこスター、ワタリ119 |                                         |
| 5  | 7月29日  | - オジサンでもわかるLDH講座 - 爆上がりショット! - アレンジメンディー選手権                                                      | 数原龍友・関口メンディー（GENERATIONS from EXILE TRIBE） | 庄司智春、東京ホテイソン、トム・ブラウン、ハリウッドザコシショウ、プラス・マイナス                                     |                                         |
| 6  | 8月5日   | - 爆上がりショット! - 大勝軒の熱々ラーメン争奪! フライング替え玉キャッチ - 小道具DIYネタ選手権                                  | ヒロミ                                                   | カゲヤマ、クロスバー直撃、トム・ブラウン、ななまがり、ハリウッドザコシショウ                                           |                                         |
| 7  | 8月12日  | - 爆上がりショット! - FUJIWARAが売れた理由はここにあった いつの間にか勝っていた3つの法則 - 真夏の心霊にらめっこ                 | FUJIWARA                                                 | |                                         |
| 8  | 8月19日  | - 爆上がりショット! - 爆上がり悩み相談 - 苦労芸人ネタ自慢大会                                                                   | 齋藤飛鳥・梅澤美波・山下美月（乃木坂46）                 | きつね、ザ・マミィ、瞬間メタル、本田兄妹                                                                               |                                         |
| 9  | 8月26日  | - 爆上がりショット! - アレンジペヤングパーティー - 日村だけが知っている! みんな惚れちゃうケンドーコバヤシ真の姿                 | ケンドーコバヤシ                                         | |                                         |
| 10 | 9月2日   | - 一番後輩に慕われているのは誰だ? アニキ肌バトル!!                                                                              | ケンドーコバヤシ                                         | 井戸田潤（スピードワゴン）、口笛なるお（わらふぢなるお）、ネゴシックス                                                 | 未公開コーナーSP                        |
| 10 | 9月2日   | - 爆上がり悩み相談 | 梅澤美波・齋藤飛鳥・山下美月（乃木坂46）                 | カオスオブマスターフレイム                                                                                             | 未公開コーナーSP                        |
| 10 | 9月2日   | - バナナサンド発! ソーシャルディスタンスキープGAME 4連発                                                                        |                                                          | | 未公開コーナーSP                        |
| 11 | 9月9日   | - ブラックマヨネーズ 爆上がり伝説 - コンビ対抗イカスミ爆弾白刃取り                                                              | ブラックマヨネーズ                                       | |                                         |
| 12 | 9月16日  | - Kis-My-Ft2のここがスゴい - 爆上がりノーリアクション対決 - 爆上がりショット!                                                   | 北山宏光・宮田俊哉（Kis-My-Ft2）                         | |                                         |
| SP | 9月22日  | - 爆上がりショット! - ジャンガジャンガ選手権 - 一番気持ちいいところを中村倫也に譲れ カラオケパス選手権 - 中村倫也の爆上がり体験 | 中村倫也                                                 | | ゴールデン3時間SP （火曜19:00 - 22:00） |
| SP | 9月22日  | - 木梨憲武 爆上がり伝説 - 木梨憲武の爆上がり体験 - ノーリアクションすねバーン宣                                                 | 木梨憲武（とんねるず）                                   | リンゴ（ハイヒール）                                                                                                   | ゴールデン3時間SP （火曜19:00 - 22:00） |
| SP | 9月22日  | - 爆上がりショット! - 子供の頃の遊びをやってみよう! - マッスルタイミング選手権                                                  | 松本幸四郎、市川猿之助                                   | | ゴールデン3時間SP （火曜19:00 - 22:00） |
| 13 | 10月7日  | - ゴールデン3時間スペシャル未公開特別編!                                                                                        |                                                          | |                                         |
| 14 | 10月14日 | - 爆上がりショット! - 緊急特別企画! みやモネア - 指原を怖がらせたらネタができる選手権                                           | 指原莉乃                                                 | みやゴリ、ダンシング谷村、バンビーノ、冷蔵庫マン                                                                       |                                         |
| 15 | 10月21日 | - 東京03 爆上がり伝説 - 東京03の全国打ち上げグルメベスト3 - テレビ初公開! 東京03鉄板の歌ネタ                                    | 東京03                                                   | |                                         |
| 16 | 10月28日 | - 爆上がりショット! - リズムネタ ヒップホップアレンジSHOW                                                                       | Creepy Nuts                                              | とにかく明るい安村、永野、ジョイマン                                                                                   |                                         |
| 17 | 11月4日  | - 爆上がりショット! - くっきー! 爆上がり伝説 - クイズ! SEBONE                                                                   | くっきー!（野性爆弾）                                    | |                                         |
| 18 | 11月11日 | - バナナ&サンド裸で絶叫!サウナ体験 - 狼の尿を嗅いでいないのは誰だ!? 尿狼 - 爆上がりグルメ アレンジレシピ対決                    | 磯村勇斗                                                 | |                                         |
| 19 | 11月18日 | - ナイツ 爆上がり伝説 - 浅草苦労芸人グランプリ                                                                                  | ナイツ                                                   | 芸人THEブラスト、ビックボーイズ、はまこ・テラこ                                                                        |                                         |
| 20 | 11月25日 | - 爆上がりショット! - 絶品グルメ争奪 ごちそうババ抜き - ダチョウ倶楽部の後継者は誰だ? ヤーを僕らに下さい選手権                  | ダチョウ倶楽部                                           | や団、魔族、がじゅまる、みなみかわ                                                                                     |                                         |
| 21 | 12月2日  | - 爆上がりショット! - 本当は教えたくない爆上がりロケ弁 - 爆上がりオンステージ                                                   | 森山直太朗                                               | |                                         |
| 22 | 12月9日  | - ハライチ 爆上がり伝説 - 爆上がりノーリアクション対決                                                                          | ハライチ                                                 | ぱんちゃん璃奈 |                                         |
| 23 | 12月16日 | - 絶品グルメ争奪 ごちそうババ抜き - 苦労芸人ネタ自慢大会 - 浜野謙太 爆上がり伝説                                                | 浜野謙太                                                 | マロン陵、ザ・マミィ                                                                                                   |                                         |
| SP | 12月30日 | - 爆上がりショット! - ノーリアクションすねバーン宣 - 最高のタイミングで香水選手権                                               | 瑛人                                                     | 森山直太朗、空気階段、カミナリ、四千頭身、トム・ブラウン、チョコレートプラネット                                       | 年末ゴールデンSP （22:00 - 23:30）      |
| SP | 12月30日 | - 絶品グルメ争奪 ごちそうババ抜き                                                                                               | 上白石萌音                                               | | 年末ゴールデンSP （22:00 - 23:30）      |

##### 2021年
| 回 | 放送日  | 企画                                                                                        | メインゲスト                     | その他ゲスト                                     | 備考             |
| -- | ------- | ------------------------------------------------------------------------------------------- | -------------------------------- | ------------------------------------------------ | ---------------- |
| 24 | 1月13日 | - アレンジコッペパン選手権                                                                  | ハライチ                         |                                                  | 未公開コーナーSP |
| 24 | 1月13日 | - これってキレても良いですか?                                                               | ブラックマヨネーズ               |                                                  | 未公開コーナーSP |
| 24 | 1月13日 | - スターに会える浅草グルメ                                                                  | ナイツ                           |                                                  | 未公開コーナーSP |
| 24 | 1月13日 | - TV初公開 瑛人の恋愛伝説                                                                   | 瑛人                             |                                                  | 未公開コーナーSP |
| 24 | 1月13日 | - うちの相方ってこんな人 相方写真館                                                         |                                  |                                                  | 未公開コーナーSP |
| 25 | 1月20日 | - 知らなきゃオジサン SnowMan - 爆上がりショット! - 爆上がりノーリアクション対決             | 渡辺翔太・佐久間大介（Snow Man） |                                                  |                  |
| 26 | 1月27日 | - 麒麟 爆上がり伝説 - チャレンジ蒲焼き選手権                                                | 麒麟                             |                                                  |                  |
| 27 | 2月3日  | - 中川家 爆上がり伝説 - 絶品グルメ争奪 ごちそうババ抜き                                     | 中川家                           |                                                  |                  |
| 28 | 2月10日 | - 小籔千豊 爆上がり伝説 - 小籔が採点 バナナサンドの名言 - バナンジャサモンジャゲーム        | 小籔千豊                         |                                                  |                  |
| 29 | 2月17日 | - カンニング竹山 爆上がり伝説 - 「そんなの関係ねぇ」を僕らに下さい選手権                    | カンニング竹山                   | 小島よしお、カミナリ、吉住、錦鯉、おいでやすこが |                  |
| 30 | 2月24日 | - バナンジャサモンジャゲーム - 爆上がりショット! - 松坂桃李を怖がらせたらネタができる選手権 | 松坂桃李                         | GO!皆川、テル、BAN BAN BAN                       |                  |
| 31 | 3月3日  | - 爆上がり悩み相談 - 仙台飯天下統一                                                         | スピードワゴン                   |                                                  |                  |
| 32 | 3月10日 | - オアシズ 爆上がり伝説 - 絶品グルメ争奪 ごちそうババ抜き                                   | オアシズ                         |                                                  |                  |
| 33 | 3月17日 | - 陣内智則 爆上がり伝説                                                                     | 陣内智則                         |                                                  |                  |
| 34 | 3月24日 | - 人気芸人爆上がり傑作選!                                                                   |                                  |                                                  | 総集編           |

#### 火曜ゴールデンタイム時代

##### 2021年
| 回 | 放送日   | 企画 | メインゲスト                                                       | その他ゲスト | 備考                                                                     |
| -- | -------- | --- | ------------------------------------------------------------------ | --- | ------------------------------------------------------------------------ |
| 35 | 4月6日   | - 俺たちもニューヨークに行きたい ここで踊るのかよ選手権 - 爆上がりショット! - アレンジコッペパン対決                                                                              | 渡辺直美                                                           | 四千頭身、レインボー、東京ホテイソン、カミナリ、ネルソンズ、インポッシブル、ヤンシー&マリコンヌ、 きつね、錦鯉、吉住、サンシャイン池崎、GAG、ザ・マミィ | ゴールデン初回2時間SP （19:00 - 20:57）                                  |
| 35 | 4月6日   | - 爆上がりキャンプ |                                                                    | 島田秀平 | ゴールデン初回2時間SP （19:00 - 20:57）                                  |
| 36 | 4月20日  | - 爆上がりショット! - 仙台飯天下統一 - 爆上がりノーリアクション対決 | 横浜流星、川口春奈                                                 | | 2時間SP （19:00 - 20:57）                                                |
| 36 | 4月20日  | - 絶品グルメ争奪 ごちそうババ抜き - 「そんなの関係ねぇ」を僕らに下さい選手権 | 阿部寛                                                             | 小島よしお、見取り図、吉住、シソンヌ、四千頭身、東京ホテイソン、ななまがり、空気階段、ジェラードン、庄司智春（品川庄司）                                | 2時間SP （19:00 - 20:57）                                                |
| 37 | 5月4日   | - 絶品グルメ争奪 ごちそうババ抜き - カッコイイ所を見せてもらおう! - 陣内智則の映像ネタに挑戦                                                                                      | 木村佳乃                                                           | 陣内智則 | 同局が実施するSDGsプロジェクト『地球を笑顔にするWEEK』の一環として放送。 |
| 38 | 5月11日  | - 山ちゃんの悩み相談 - 設楽克服企画! ディベート対決 - コンビ対決 風船爆破ボクシング - バナンジャサモンジャゲーム                                                                  | 南海キャンディーズ                                                 | |                                                                          |
| 39 | 5月18日  | - どっちのポンコツエピソードSHOW - サンド考案! この世に一つしかないオリジナルバカ飯おにぎり - 爆上がりノーリアクション対決 - 「児嶋だよ!」誕生の裏側を同期バナナマンが語り明かす! | 児嶋一哉（アンジャッシュ）                                         | |                                                                          |
| 40 | 5月25日  | - 爆上がりキャンプ |                                                                    | |                                                                          |
| 41 | 6月1日   | - 爆上がりキャンプ 後半戦 |                                                                    | |                                                                          |
| 41 | 6月1日   | - 爆上がり手土産 - 爆上がり悩み相談 | マヂカルラブリー                                                   | |                                                                          |
| 42 | 6月8日   | - 仙台飯天下統一 - 中川家 アドバイス的確すぎ伝説 | 中川家                                                             | |                                                                          |
| 43 | 6月15日  | - 芸人の深く熱い笑いの話SP |                                                                    | | 総集編                                                                   |
| 44 | 6月22日  | - まだ肌寒いけどプールで爆上がりSP! |                                                                    | | 2時間SP （19:00 - 20:57）                                                |
| 45 | 7月6日   | - 絶品グルメ争奪 ごちそうババ抜き - 所ジョージの爆上がり体験 | 所ジョージ                                                         | | 2時間SP （19:00 - 20:57）                                                |
| 45 | 7月6日   | - 爆上がり悩み相談 | 深澤辰哉・ラウール・佐久間大介（Snow Man）                         | | 2時間SP （19:00 - 20:57）                                                |
| 46 | 7月13日  | - バナナサンド in 越谷 イオンレイクタウン |                                                                    | 風船太郎 | 2時間SP （19:00 - 20:57）                                                |
| 46 | 7月13日  | - 絶品グルメ争奪 ごちそうババ抜き | 二階堂ふみ                                                         | | 2時間SP （19:00 - 20:57）                                                |
| 47 | 8月3日   | - 大人の本気の遊びを見せちゃうぞSP |                                                                    | | 夏休み特別編（総集編）                                                   |
| 48 | 8月10日  | - 爆上がり悩み相談 - 仙台飯天下統一 | アンガールズ                                                       | |                                                                          |
| 48 | 8月10日  | - ジャンガジャンガを僕らにください選手権 | アンガールズ                                                       | かが屋、見取り図、四千頭身、吉住、インポッシブル |                                                                          |
| 49 | 8月17日  | - 爆上がりノーリアクション対決 - Snow Manとの関係に新展開！ | 深澤辰哉・ラウール・佐久間大介（Snow Man）                         | |                                                                          |
| 49 | 8月17日  | - 爆上がり伝説 | 所ジョージ                                                         | |                                                                          |
| 50 | 8月24日  | - 初絡みのバナナマンに知って欲しいかまいたちのスゴさ | かまいたち                                                         | |                                                                          |
| 50 | 8月24日  | - 爆上がり一撃ダウト | かまいたち                                                         | めるし～さん |                                                                          |
| 51 | 8月31日  | - LDHの誤解を解きたい！ - サンド新料理企画！レストラン・バカロリー - 爆上がりノーリアクション対決                                                                                 | 数原龍友・佐野玲於・関口メンディー（GENERATIONS from EXILE TRIBE） | |                                                                          |
| 52 | 9月28日  | - 秋を楽しめ！爆上がりキャンプ |                                                                    | | 2時間SP （19:00 - 20:57）                                                |
| 52 | 9月28日  | - 絶品グルメ争奪 ごちそうババ抜き | 香川照之                                                           | | 2時間SP （19:00 - 20:57）                                                |
| 53 | 10月12日 | - 伊達VSノブ 最強ツッコミ決定戦 - 爆上がりノーリアクション対決 | 千鳥                                                               | | 2時間SP （19:00 - 20:57）                                                |
| 53 | 10月12日 | - 秋の爆上がり大収穫祭！ |                                                                    | | 2時間SP （19:00 - 20:57）                                                |
| 53 | 10月12日 | - 1番○○なやつは誰だ！？ | 千鳥                                                               | | 2時間SP （19:00 - 20:57）                                                |
| 54 | 11月2日  | - 秋の爆上がり大収穫祭！ |                                                                    | | 2時間SP （19:00 - 20:57）                                                |
| 54 | 11月2日  | - 一撃ダウト - 爆上がり鬼才クイズ | 劇団ひとり                                                         | | 2時間SP （19:00 - 20:57）                                                |
| 55 | 11月9日  | - レストラン・バカロリー - イケメンタートルネック | 松下洸平                                                           | | 2時間SP （19:00 - 20:57）                                                |
| 55 | 11月9日  | - テンション爆上げ隊 - 爆上がり太田天才クイズ | 爆笑問題                                                           | 河口こうへい | 2時間SP （19:00 - 20:57）                                                |
| 56 | 11月16日 | - 爆上がり悩み相談 | 劇団ひとり                                                         | | 2時間SP （19:00 - 20:57）                                                |
| 56 | 11月16日 | - 爆上がりノーリアクション対決 | 千鳥                                                               | | 2時間SP （19:00 - 20:57）                                                |
| 57 | 12月7日  | - 爆上がりノーリアクション対決 | 空気階段、ザ・マミィ                                               | | 2時間SP （19:00 - 20:57）                                                |
| 57 | 12月7日  | - 絶品グルメ争奪 ごちそうババ抜き - お祭りグルメ争奪 射的対決！ | 杏                                                                 | | 2時間SP （19:00 - 20:57）                                                |
| 57 | 12月7日  | - 爆上がりクズ芸人クイズ - あの人に捧げたいネタ選手権 | 空気階段、ザ・マミィ                                               | | 2時間SP （19:00 - 20:57）                                                |
| SP | 12月29日 | 爆上がり船上パーティー！！ - 爆上がり！99.9クイズ - バナナサンドvs99.9 5番勝負 | 松本潤、香川照之、杉咲花                                           | 馬場園梓、片桐仁 | 99.9完全コラボ2時間SP （水曜19:00 - 21:00）                              |
| SP | 12月29日 | - 家電争奪！爆上がりチャンス！ |                                                                    | 風船太郎 | 99.9完全コラボ2時間SP （水曜19:00 - 21:00）                              |

##### 2022年
| 回 | 放送日   | 企画 | メインゲスト                                                       | その他ゲスト                                                             | 備考                          |
| -- | -------- | --- | ------------------------------------------------------------------ | ------------------------------------------------------------------------ | ----------------------------- |
| 58 | 1月11日  | 家電争奪！爆上がりチャンス！ - 家電争奪 爆上がりモルック対決 - 家電争奪 爆上がりあみだくじ                                         |                                                                    | 風船太郎                                                                 | 2時間SP （19:00 - 20:57）     |
| 58 | 1月11日  | - 99.9％正解して当たり前 爆上がり！ 99.9クイズ                                                                                     | 松本潤、香川照之、杉咲花                                           | 馬場園梓、片桐仁                                                         | 2時間SP （19:00 - 20:57）     |
| 58 | 1月11日  | - 名場面集 |                                                                    |                                                                          | 2時間SP （19:00 - 20:57）     |
| 59 | 1月25日  | - サンドウィッチマンプレゼンツ仙台爆上がりツアー                                                                                   | 吉川晃司                                                           |                                                                          | 2時間SP （19:00 - 20:57）     |
| 60 | 2月8日   | - 絶品グルメ争奪 ごちそうババ抜き - 4人にガチ歌唱レッスン - 夜空ノムコウ バナナサンドver. - ご褒美を狙え！爆上がりストラックアウト | 山崎育三郎                                                         |                                                                          | 2時間SP （19:00 - 20:57）     |
| 60 | 2月8日   | テンション爆上げ～む - ぴったりポーズゲーム - お手玉シーソーゲーム - ザ・チェア                                                    | 山内健司（かまいたち）                                             |                                                                          | 2時間SP （19:00 - 20:57）     |
| 61 | 2月22日  | テンション爆上げ〜む - トイレットペーパーダービー - お手玉シーソーゲーム - お絵かき以心伝心ゲーム                                  | 児嶋一哉（アンジャッシュ）、ケンドーコバヤシ                       |                                                                          | 2時間SP （19:00 - 20:57）     |
| 61 | 2月22日  | 爆笑！児嶋のポンコツクイズ | 児嶋一哉（アンジャッシュ）                                         |                                                                          | 2時間SP （19:00 - 20:57）     |
| 62 | 3月15日  | テンション爆上げ〜む - トイレットペーパーダービー - 風船落としちゃダメゲーム - ハモリ我慢ゲーム                                    | かまいたち、錦鯉                                                   |                                                                          | 2時間SP （19:00 - 20:57）     |
| 62 | 3月15日  | ご当地グルメ争奪 ごちそうババ抜き                                                                                                  | 藤原竜也                                                           |                                                                          | 2時間SP （19:00 - 20:57）     |
| 63 | 4月12日  | ご当地グルメ争奪 ごちそうババ抜き                                                                                                  | 有岡大貴（Hey! Say! JUMP）                                         | 児嶋一哉（アンジャッシュ）                                               | 2時間SP （19:00 - 20:57）     |
| 63 | 4月12日  | テンション爆上げ〜む - ハモリ我慢ゲーム                                                                                            | 賀来賢人                                                           | くっきー!（野性爆弾）、ティモンディ                                      | 2時間SP （19:00 - 20:57）     |
| 63 | 4月12日  | ご当地グルメ争奪 ごちそうババ抜き                                                                                                  | 賀来賢人                                                           | なかやまきんに君                                                         | 2時間SP （19:00 - 20:57）     |
| 64 | 4月19日  | バナナ日村が本気で考えた最高の地元相模原旅                                                                                         |                                                                    |                                                                          | 2時間SP （19:00 - 20:57）     |
| 65 | 5月10日  | テンション爆上げ〜む - 風船落としちゃダメゲーム - 爆走！ピンポンチャリンコ - ハモリ我慢ゲーム                                      | 見取り図、ザ・マミィ                                               |                                                                          | 2時間SP （19:00 - 20:57）     |
| 65 | 5月10日  | どっちが食べたい？ぴったりオーダー                                                                                                 | 長嶋一茂                                                           |                                                                          | 2時間SP （19:00 - 20:57）     |
| 66 | 5月24日  | テンション爆上げ〜む - ダンスダンス噛みフレーズ - 爆走！ピンポンチャリンコ - ハモリ我慢ゲーム                                      | 石丸幹二                                                           | かまいたち、ニューヨーク                                                 | 2時間SP （19:00 - 20:57）     |
| 66 | 5月24日  | コンビの絆クイズ | かまいたち                                                         |                                                                          | 2時間SP （19:00 - 20:57）     |
| 67 | 6月7日   | テンション爆上げ〜む - ダンスダンス噛みフレーズ - 風船落としちゃダメゲーム - ハモリ我慢ゲーム                                      | 小杉竜一（ブラックマヨネーズ）、ガンバレルーヤ                     |                                                                          | 2時間SP （19:00 - 20:57）     |
| 67 | 6月7日   | どっちが食べたい？ぴったりオーダー                                                                                                 | 石原良純                                                           |                                                                          | 2時間SP （19:00 - 20:57）     |
| 68 | 6月21日  | サンド伊達が本気で考えた最高の福島旅                                                                                               |                                                                    |                                                                          | 2時間SP （19:00 - 20:57）     |
| 69 | 7月12日  | テンション爆上げ〜む - ダンスダンスぴったりポーズ - 爆走！ピンポンチャリンコ - ハモリ我慢ゲーム                                    | 渡辺翔太・岩本照・深澤辰哉・目黒蓮（Snow Man）                     | 出川哲朗、近藤春菜（ハリセンボン）、ハライチ                             | 2時間SP （19:00 - 20:57）     |
| 70 | 7月26日  | テンション爆上げ〜む - ダンスダンス噛みフレーズ - ノリノリバランスボール - ハモリ我慢ゲーム                                        | 小杉竜一（ブラックマヨネーズ）、かまいたち、尾形貴弘（パンサー）   |                                                                          | 2時間SP （19:00 - 20:57）     |
| 70 | 7月26日  | ご当地グルメ争奪戦 ごちそうババ抜き                                                                                                | 中村倫也                                                           |                                                                          | 2時間SP （19:00 - 20:57）     |
| 71 | 8月9日   | テンション爆上げ～む - ダンスダンスぴったりポーズ - 爆走！ピンポンチャリンコ - ハモリ我慢ゲーム                                    | 中川大志                                                           | 陣内智則、ハリセンボン、原口あきまさ                                     | 2時間SP （19:00 - 20:57）     |
| 71 | 8月9日   | ご当地グルメ争奪戦 ごちそうババ抜き                                                                                                | 中川大志                                                           |                                                                          | 2時間SP （19:00 - 20:57）     |
| 72 | 8月30日  | テンション爆上げ～む - ダンスダンス 噛みフレーズ - ノリノリバランスボール - ハモリ我慢ゲーム                                       | 榮倉奈々                                                           | アンタッチャブル、錦鯉                                                   | 2時間SP （19:00 - 20:57）     |
| 72 | 8月30日  | 目指せ1000円ぴったり飯 | 磯村勇斗                                                           |                                                                          | 2時間SP （19:00 - 20:57）     |
| 73 | 9月6日   | バナナ設楽が本気で考えた最高の埼玉秩父旅                                                                                           |                                                                    |                                                                          | 2時間SP （19:00 - 20:57）     |
| 74 | 9月13日  | テンション爆上げ～む - ハモリ我慢ゲーム                                                                                            | 岸優太（King ＆ Prince）                                           | アンタッチャブル、錦鯉                                                   |                               |
| 74 | 9月13日  | バナナ設楽が本気で考えた最高の埼玉秩父旅                                                                                           |                                                                    |                                                                          |                               |
| 75 | 9月20日  | テンション爆上げ〜む - ダンスダンス ぴったりポーズ - たたかえダンボールロボ - ハモリ我慢ゲーム                                     | 阿部サダヲ、満島ひかり                                             | FUJIWARA、渡辺江里子（阿佐ヶ谷姉妹）、箕輪はるか（ハリセンボン）         | 2時間SP （19:00 - 20:57）     |
| 75 | 9月20日  | ご当地グルメ争奪戦 ごちそうババ抜き                                                                                                | 満島ひかり                                                         |                                                                          | 2時間SP （19:00 - 20:57）     |
| 76 | 10月4日  | テンション爆上げ〜む - ダンスダンス 噛みフレーズ - ノリノリバランスボール - ハモリ我慢ゲーム                                       | 石丸幹二                                                           | 川島明（麒麟）、小杉竜一（ブラックマヨネーズ）、ハライチ、おいでやすこが | 2時間SP （19:00 - 20:54）     |
| 76 | 10月4日  | ご当地グルメ争奪戦 ごちそうババ抜き                                                                                                | 松下洸平                                                           |                                                                          | 2時間SP （19:00 - 20:54）     |
| 77 | 10月18日 | テンション爆上げ〜む - ダンスダンス 噛みフレーズ - 音楽ゲーム 合いの手かぶっちゃダメゲーム - ハモリ我慢ゲーム                      | 大久保佳代子（オアシズ）、小籔千豊、見取り図                       |                                                                          | 2時間SP （19:00 - 20:57）     |
| 77 | 10月18日 | 目指せ1000円食堂 | 本田翼                                                             |                                                                          | 2時間SP （19:00 - 20:57）     |
| 78 | 11月1日  | テンション爆上げ〜む - ハモリ我慢ゲーム - たたかえダンボールロボ                                                                   | 劇団ひとり、原口あきまさ、宮下草薙                                 |                                                                          |                               |
| 79 | 11月8日  | テンション爆上げ〜む - ハモリ我慢ゲーム                                                                                            | ジェシー（SixTONES）                                               |                                                                          |                               |
| 79 | 11月8日  | ご当地グルメ争奪戦 ごちそうババ抜き                                                                                                | 窪田正孝、安藤サクラ                                               |                                                                          |                               |
| 80 | 11月15日 | テンション爆上げ〜む - ハモリ我慢ゲーム - 音楽ゲーム 合いの手かぶっちゃダメゲーム                                                  | 百田夏菜子（ももいろクローバーZ）                                  | 小杉竜一（ブラックマヨネーズ）、狩野英孝、モグライダー                   |                               |
| 81 | 11月22日 | テンション爆上げ〜む - ハモリ我慢ゲーム - 爆走!ポンポンチャリンコ                                                                  | 津田篤宏（ダイアン）、小杉竜一（ブラックマヨネーズ）、相席スタート |                                                                          |                               |
| 82 | 11月29日 | テンション爆上げ〜む - ハモリ我慢ゲーム                                                                                            | 山本耕史                                                           |                                                                          |                               |
| 82 | 11月29日 | ご当地グルメ争奪戦 ごちそうババ抜き                                                                                                | 山本耕史、黒島結菜                                                 |                                                                          |                               |
| 83 | 12月6日  | 2022 輝く!ハモリ我慢大賞 |                                                                    |                                                                          |                               |
| 84 | 12月13日 | テンション爆上げ〜む - ハモリ我慢ゲーム - 音楽ゲーム 合いの手かぶっちゃダメゲーム                                                  | 田中樹（SixTONES）                                                 | 出川哲朗、高橋茂雄（サバンナ）、アインシュタイン                         |                               |
| SP | 12月28日 | テンション爆上げ〜む - ハモリ我慢ゲーム - 音楽ゲーム 合いの手かぶっちゃダメゲーム                                                  | 佐々木彩夏・高城れに（ももいろクローバーZ）                        | 錦鯉、山里亮太（南海キャンディーズ）、近藤春菜（ハリセンボン）           | 3時間SP （水曜18:00 - 21:00） |
| SP | 12月28日 | サンドウィッチマンが本気で考えた 爆上がり岩手ツアー                                                                                |                                                                    |                                                                          | 3時間SP （水曜18:00 - 21:00） |

##### 2023年
| 回  | 放送日   | 企画 | メインゲスト                                                                       | その他のゲスト | 備考                      |
| --- | -------- | --- | ---------------------------------------------------------------------------------- | --- | ------------------------- |
| 85  | 1月17日  | テンション爆上げ〜む - ハモリ我慢ゲーム                                                                                  | ホラン千秋                                                                         | |                           |
| 85  | 1月17日  | 目指せ1000円食堂 | 広瀬すず、永瀬廉（King & Prince）                                                  | |                           |
| 86  | 1月24日  | テンション爆上げ〜む - ハモリ我慢ゲーム - あたまおしりゲーム                                                             | 賀来賢人                                                                           | あばれる君、大久保佳代子（オアシズ）、ナイツ |                           |
| 87  | 1月31日  | テンション爆上げ〜む - ハモリ我慢ゲーム - 合いの手かぶっちゃダメゲーム                                                   | 北乃きい                                                                           | 陣内智則、近藤春菜（ハリセンボン）、尾形貴弘（パンサー）、ヒコロヒー                                                                               |                           |
| 88  | 2月7日   | テンション爆上げ〜む - ハモリ我慢ゲーム - 合いの手かぶっちゃダメゲーム                                                   | 玉井詩織（ももいろクローバーZ）                                                    | 小杉竜一（ブラックマヨネーズ）、おいでやす小田、たんぽぽ、錦鯉                                                                                     |                           |
| 89  | 2月14日  | テンション爆上げ〜む - ハモリ我慢ゲーム - あたまおしりゲーム                                                             | 百田夏菜子（ももいろクローバーZ）                                                  | 小杉竜一（ブラックマヨネーズ）、中岡創一（ロッチ）、ガンバレルーヤ、錦鯉                                                                           |                           |
| 90  | 2月28日  | バナナ&サンドが選ぶ4人旅爆上がり大賞                                                                                     |                                                                                    | |                           |
| 91  | 3月7日   | テンション爆上げ〜む - 合いの手かぶっちゃダメゲーム - ハモリ我慢ゲーム - Snow Man&日村 ダンスでコラボ - あたまおしりゲー | 渡辺翔太・向井康二・目黒蓮（Snow Man）                                             | 出川哲朗、陣内智則、大久保佳代子（オアシズ）、なかやまきんに君                                                                                     | 2時間SP （19:00 - 20:57） |
| 92  | 3月28日  | テンション爆上げ〜む - ハモリ我慢ゲーム - 合いの手かぶっちゃダメゲーム                                                   | 藤木直人、数原龍友・関口メンディー（GENERATIONS from EXILE TRIBE）                 | さまぁ～ず、小杉竜一（ブラックマヨネーズ）、あばれる君                                                                                             | 2時間SP （19:00 - 20:57） |
| 92  | 3月28日  | 目指せ1000円食堂 | 藤木直人                                                                           | | 2時間SP （19:00 - 20:57） |
| 93  | 4月4日   | テンション爆上げ〜む - ハモリ我慢ゲーム - あたまおしりゲーム                                                             | 賀来賢人、金城碧海・河野純喜（JO1）                                                | ガンバレルーヤ、錦鯉 | 2時間SP （19:00 - 20:57） |
| 93  | 4月4日   | 目指せ1000円食堂 | 赤楚衛二                                                                           | | 2時間SP （19:00 - 20:57） |
| 94  | 4月18日  | テンション爆上げ〜む - ハモリ我慢ゲーム                                                                                  | 吉田羊                                                                             | 阿佐ヶ谷姉妹 |                           |
| 94  | 4月18日  | ご当地グルメ争奪戦 ごちそうババ抜き                                                                                      | 山田涼介（Hay! Sey! JUMP）                                                         | |                           |
| 95  | 4月25日  | テンション爆上げ〜む - ハモリ我慢ゲーム                                                                                  | ジェシー（SixTONES）                                                               | 阿佐ヶ谷姉妹 |                           |
| 95  | 4月25日  | ご当地グルメ争奪戦 ごちそうババ抜き                                                                                      | 宮舘涼太・深澤辰哉（Snow Man）                                                     | |                           |
| 96  | 5月2日   | テンション爆上げ〜む - ハモリ我慢ゲーム - 合いの手かぶっちゃダメゲーム                                                   | 高山一実                                                                           | 川村エミコ（たんぽぽ）、見取り図、とにかく明るい安村、阿佐ヶ谷姉妹                                                                                 |                           |
| 97  | 5月9日   | テンション爆上げ〜む - ハモリ我慢ゲーム - 何人食べられるかな?サイコログルメバトル                                        | 松本若菜、山崎育三郎                                                               | |                           |
| 98  | 5月16日  | テンション爆上げ〜む - ハモリ我慢ゲーム - あたまおしりゲーム                                                             | 中村倫也                                                                           | 大久保佳代子（オアシズ）、アインシュタイン、岡部大（ハナコ）                                                                                       |                           |
| 99  | 5月23日  | テンション爆上げ〜む - ハモリ我慢ゲーム                                                                                  | 上白石萌歌、白濱亜嵐・関口メンディー（GENERATIONS from EXILE TRIBE）               | |                           |
| 99  | 5月23日  | ご当地グルメ争奪 ごちそうババ抜き                                                                                        | 上白石萌歌                                                                         | |                           |
| 100 | 5月30日  | 目指せ1000円食堂 | YOSHIKI                                                                            | |                           |
| 101 | 6月6日   | テンション爆上げ〜む - ハモリ我慢ゲーム - あたまおしりゲーム                                                             | 金城碧海・與那城奨（JO1）                                                          | 小杉竜一（ブラックマヨネーズ）、藤森慎吾（オリエンタルラジオ）、天才ピアニスト                                                                     |                           |
| 102 | 6月13日  | テンション爆上げ〜む - ハモリ我慢ゲーム - あたまおしりゲーム                                                             | 尾上松也、田中樹（SixTONES）                                                       | 高橋茂雄（サバンナ）、ぺこぱ、川村エミコ（たんぽぽ）                                                                                               |                           |
| 103 | 6月27日  | テンション爆上げ〜む - ハモリ我慢ゲーム - 何人食べられるかな?サイコログルメバトル                                        | ホラン千秋、久保史緒里・賀喜遥香（乃木坂46）、鈴鹿央士                             | |                           |
| 104 | 7月11日  | テンション爆上げ〜む - ハモリ我慢ゲーム - あたまおしりゲーム - 何人食べられるかな?サイコログルメバトル                   | 福原遥、松本若菜、石丸幹二、目黒蓮（Snow Man）                                     | 高橋茂雄（サバンナ）、小杉竜一（ブラックマヨネーズ）、尾形貴弘（パンサー）、信子（ぱーてぃーちゃん）                                               | 2時間SP （19:00 - 20:57） |
| 105 | 7月18日  | 第２回ハモリ我慢大賞 |                                                                                    | |                           |
| 106 | 7月25日  | テンション爆上げ〜む - ハモリ我慢ゲーム - あたまおしりゲーム                                                             | 佐野勇斗                                                                           | アインシュタイン、長谷川忍（シソンヌ）、荒川（エルフ）                                                                                             |                           |
| 107 | 8月1日   | テンション爆上げ〜む - ハモリ我慢ゲーム - 3文字連想ゲーム                                                                | はいだしょうこ                                                                     | 大久保佳代子（オアシズ）、小籔千豊、蛙亭 |                           |
| 108 | 8月15日  | テンション爆上げ〜む - ハモリ我慢ゲーム - あたまおしりゲーム - 3文字連想ゲーム                                           | 榮倉奈々                                                                           | 飯尾和樹（ずん）、森田哲矢（さらば青春の光）、川村エミコ（たんぽぽ）、モグライダー、ヒコロヒー、なすなかにし                                       | 2時間SP （19:00 - 20:57） |
| 109 | 8月22日  | テンション爆上げ〜む - ハモリ我慢ゲーム - ものまねソングリレー                                                           | 千賀健永・二階堂高嗣（Kis-My-Ft2）                                                 | 陣内智則、見取り図、キンタロー。、原口あきまさ、みかん、レッツゴーよしまさ                                                                         |                           |
| 110 | 8月29日  | テンション爆上げ〜む - ハモリ我慢ゲーム - 3文字連想ゲーム                                                                | 重岡大毅（ジャニーズWEST）                                                         | 劇団ひとり、タイムマシーン3号、信子（ぱーてぃーちゃん）                                                                                            |                           |
| 111 | 9月5日   | テンション爆上げ〜む - ハモリ我慢ゲーム - あたまおしりゲーム                                                             | 田中樹（SixTONES）                                                                 | 出川哲朗、高橋茂雄（サバンナ）、江上敬子（ニッチェ）、ZAZY                                                                                         |                           |
| 112 | 9月12日  | テンション爆上げ〜む - ハモリ我慢ゲーム - 3文字連想ゲーム                                                                | スキマスイッチ、EXILE NAOTO、山下健二郎（三代目 J Soul Brothers from EXILE TRIBE） | 長谷川忍（シソンヌ）、みなみかわ、信子・金子きょんちぃ（ぱーてぃーちゃん）                                                                         |                           |
| 113 | 9月19日  | テンション爆上げ〜む - ハモリ我慢ゲーム - 歌詞イス取りゲーム                                                             | 髙橋ひかる                                                                         | 澤部佑（ハライチ）、錦鯉、川村エミコ（たんぽぽ）                                                                                                   |                           |
| 114 | 10月10日 | テンション爆上げ〜む - ハモリ我慢ゲーム - 歌詞イス取りゲーム - あたまおしりゲーム                                        | 黒木華                                                                             | 小杉竜一（ブラックマヨネーズ）、川島明（麒麟）、大久保佳代子（オアシズ）、とにかく明るい安村、近藤春菜（ハリセンボン）、ザ・マミィ、荒川（エルフ） | 2時間SP （19:00 - 20:57） |
| 115 | 10月24日 | テンション爆上げ〜む - ハモリ我慢ゲーム - あたまおしりゲーム                                                             | 高橋恭平（なにわ男子）                                                             | 大久保佳代子（オアシズ）、春日俊彰（オードリー）、アインシュタイン                                                                                 |                           |
| 116 | 11月7日  | テンション爆上げ〜む - ハモリ我慢ゲーム - 何人食べられるかな?サイコログルメバトル                                        | 宮舘涼太（Snow Man）、永瀬廉（King & Prince）                                      | |                           |
| 117 | 11月14日 | テンション爆上げ〜む - ハモリ我慢ゲーム - 歌詞イス取りゲーム                                                             | 川西拓実・金城碧海（JO1）                                                          | 田中卓志（アンガールズ）、中西茂樹（なすなかにし）、オカリナ（おかずクラブ）、岡部大（ハナコ）                                                     |                           |
| 118 | 11月28日 | テンション爆上げ〜む - ハモリ我慢ゲーム - あたまおしりゲーム                                                             | DAIGO、数原龍友・関口メンディー（GENERATIONS from EXILE TRIBE）                    | 小杉竜一（ブラックマヨネーズ）、アインシュタイン、信子（ぱーてぃーちゃん）                                                                         | 2時間SP （19:00 - 20:57） |
| 118 | 11月28日 | 絶品グルメ争奪 ごちそうババ抜き                                                                                          | 広瀬アリス                                                                         | | 2時間SP （19:00 - 20:57） |
| 119 | 12月5日  | テンション爆上げ〜む - ハモリ我慢ゲーム - 歌詞イス取りゲーム                                                             | 高山一実                                                                           | 小杉竜一（ブラックマヨネーズ）、高橋茂雄（サバンナ）、荒川（エルフ）、キンタロー。                                                                 |                           |
| 120 | 12月12日 | テンション爆上げ〜む - ハモリ我慢ゲーム - 3文字連想ゲーム                                                                | 佐藤栞里、梨花                                                                     | 原口あきまさ、森田哲矢（さらば青春の光）、吉住、みなみかわ                                                                                         |                           |
| 121 | 12月26日 | テンション爆上げ〜む - ハモリ我慢ゲーム - 3文字連想ゲーム                                                                |                                                                                    | 陣内智則、くっきー!（野性爆弾）、狩野英孝、川村エミコ（たんぽぽ）、尾崎匠海・髙塚大夢（INI）                                                       | 3時間SP （18:00 - 21:00） |
| 121 | 12月26日 | 2023 輝く!ハモリ我慢大賞                                                                                                 |                                                                                    | | 3時間SP （18:00 - 21:00） |

##### 2024年
| 回  | 放送日   | 企画 | メインゲスト | その他のゲスト | 備考                          |
| --- | -------- | --- | --- | --- | ----------------------------- |
| 122 | 1月9日   | テンション爆上げ〜む - 新春ドラマ対抗 ハモリ我慢ゲーム - 何人食べられるかな?サイコログルメバトル - あたまおしりゲーム      | 二階堂ふみ、チェ・ジョンヒョプ、中川大志、山下美月（乃木坂46(当時)）、阿部サダヲ、仲里依紗、吉田羊、玉山鉄二、宮沢氷魚、久間田琳加、佐藤緋美、石丸幹二、綾瀬はるか、佐藤健、上白石萌歌、井之脇海 | 信子（ぱーてぃーちゃん）、とにかく明るい安村、おぎやはぎ、アインシュタイン、ガンバレルーヤ、荒川（エルフ） | 3時間SP （19:00 - 22:00）     |
| 123 | 1月23日  | テンション爆上げ〜む - ハモリ我慢ゲーム - 何人食べられるかな?サイコログルメバトル                                          | 中川大志、上白石萌音 | 川村エミコ（たんぽぽ）、陣内智則、小島よしお、チャンカワイ（Wエンジン） | 2時間SP （19:00 - 20:57)      |
| 124 | 2月6日   | テンション爆上げ〜む - ハモリ我慢ゲーム - 歌詞イス取りゲーム                                                               | 田中樹（SixTONES） | アインシュタイン、ガンバレルーヤ |                               |
| 125 | 2月13日  | テンション爆上げ〜む - ハモリ我慢ゲーム - 何人食べられるかな?サイコログルメバトル                                          | 渡辺翔太・佐久間大介（Snow Man） | |                               |
| 126 | 2月20日  | テンション爆上げ〜む - ハモリ我慢ゲーム - 3文字連想ゲーム                                                                  | 森崎ウィン | 大久保佳代子（オアシズ）、森田哲矢（さらば青春の光）、蛙亭 | 5分拡大 （19:55 - 20:54）     |
| 127 | 3月5日   | テンション爆上げ〜む - ハモリ我慢ゲーム - 歌詞イス取りゲーム                                                               | 佐野勇斗 | 大久保佳代子（オアシズ）、陣内智則、錦鯉 |                               |
| 128 | 3月19日  | テンション爆上げ〜む - ハモリ我慢ゲーム - 頭おしりゲーム                                                                   | 田中圭、森七菜 | 大久保佳代子（オアシズ）、高橋茂雄（サバンナ）、近藤春菜、とにかく明るい安村、ハライチ、あぁ〜しらき、信子（ぱーてぃーちゃん） | 2時間SP （19:00 - 20:57)      |
| 129 | 4月9日   | テンション爆上げ〜む - ハモリ我慢ゲーム - 頭おしりゲーム                                                                   | 瀬戸康史、宮世琉弥 | 小杉竜一（ブラックマヨネーズ）、アインシュタイン、横澤夏子 | 2時間SP （19:00 - 20:55)      |
| 129 | 4月9日   | お悩み相談蔵出しSP | | | 2時間SP （19:00 - 20:55)      |
| 130 | 4月16日  | テンション爆上げ〜む - ハモリ我慢ゲーム                                                                                    | 井之脇海 | | 4分拡大 （19:56 - 20:55)      |
| 130 | 4月16日  | 絶品グルメ争奪 ごちそうババ抜き                                                                                            | 川口春奈 | | 4分拡大 （19:56 - 20:55)      |
| 131 | 4月23日  | テンション爆上げ〜む - ハモリ我慢ゲーム - 3文字連想ゲーム                                                                  | 花村想太（Da-iCE） | 大久保佳代子（オアシズ）、小杉竜一（ブラックマヨネーズ）、もう中学生、熊元プロレス（紅しょうが） | 4分拡大 （19:56 - 20:55)      |
| 132 | 4月30日  | テンション爆げ〜む - ハモリ我慢ゲーム - あたまおしりゲーム - 何人食べられるかな?サイコログルメバトル                       | DAIGO、小泉孝太郎 | 田中卓志（アンガールズ）、近藤春菜（ハリセンボン）みやぞん、小島よしお | 2時間SP （19:00 - 20:55）     |
| 133 | 5月14日  | テンション爆げ〜む - ハモリ我慢ゲーム - 3文字連想ゲーム                                                                    | 中村倫也 | 高橋茂雄（サバンナ）、トム・ブラウン、荒川（エルフ） | 4分拡大 （19:56 - 20:55）     |
| 134 | 5月21日  | テンション爆上げ〜む - ハモリ我慢ゲーム - 怪盗!丸点棒ゲーム                                                                | 金城碧海・河野純喜（JO1） | チャンカワイ（Wエンジン）、稲田直樹（アインシュタイン）、横澤夏子、もう中学生 | 4分拡大 （19:56 - 20:55）     |
| 135 | 5月28日  | テンション爆あげ〜む - ハモリ我慢ゲーム - 怪盗!丸点棒ゲーム                                                                | 瀧本美織、神尾楓珠 | とにかく明るい安村、錦鯉、江上敬子（ニッチェ） | 4分拡大 （19:56 - 20:55）     |
| 136 | 6月11日  | テンション爆上げ〜む - ハモリ我慢ゲーム - 何人食べられるかな?サイコログルメバトル                                          | 大泉洋 | |                               |
| 137 | 6月18日  | テンション爆上げ〜む - ハモリ我慢ゲーム - あたまおしりゲーム                                                               | 木南晴夏、陣内智則、熊元プロレス（紅しょうが）、令和ロマン | 陣内智則、熊元プロレス（紅しょうが）、令和ロマン |                               |
| 138 | 6月25日  | テンション爆上げ〜む - ハモリ我慢ゲーム - あたまおしりゲーム - 何人食べられるかな?サイコログルメバトル                     | 田中樹（SixTONES）大泉洋、水川あさみ、櫻井翔 | 小杉竜一（ブラックマヨネーズ）、高橋茂雄（サバンナ）、ガンバレルーヤ | 2時間30分SP （18:30 - 20:55） |
| 139 | 7月9日   | テンション爆上げ〜む - ハモリ我慢ゲーム - 3文字連想ゲーム                                                                  | 松本若菜 | 小杉竜一（ブラックマヨネーズ）、アインシュタイン、オカリナ（おかずクラブ） |                               |
| 140 | 7月16日  | テンション爆上げ〜む - ハモリ我慢ゲーム - 怪盗!丸点棒ゲーム                                                                | 佐野勇斗（M!LK） | 、田中卓志（アンガールズ）、ヒコロヒー、蛙亭 |                               |
| 141 | 7月23日  | テンション爆上げ～む - ハモリ我慢ゲーム - あたまおしりゲーム                                                               | 葵わかな | 狩野英孝、森田鉄矢（さらば青春の光）、高木晋哉（ジョイマン）、荒川（エルフ） |                               |
| 142 | 7月30日  | 2024上半期 輝く!ハモリ我慢大賞                                                                                             | | | 2時間SP （19:00 - 20:55）     |
| 142 | 7月30日  | テンション爆上げ～む - 何人食べられるかな?サイコログルメバトル                                                             | ラウール（Snow Man） | | 2時間SP （19:00 - 20:55）     |
| 143 | 8月13日  | テンション爆上げ～む - ハモリ我慢ゲーム - 特急!ことばかくれんぼ                                                            | 井之脇海 | 、陣内智則、藤森慎吾（オリエンタルラジオ）、庄司智春（品川庄司）、信子（ぱーてぃーちゃん） |                               |
| 144 | 8月20日  | テンション爆上げ～む - ハモリ我慢ゲーム - あたまおしりゲーム - 何人食べられるかな?サイコログルメバトル                     | 満島ひかり、岡田将生 | 大久保佳代子（オアシズ）、小杉竜一（ブラックマヨネーズ）、東京ホテイソン | 2時間SP （19:00 - 20:55）     |
| 145 | 9月3日   | テンション爆上げ～む - ハモり我慢ゲーム - 特急!ことばかくれんぼ                                                            | 重岡大毅・小瀧望（WEST.）、浅利陽介 | チャンカワイ（Wエンジン）、近藤春菜（ハリセンボン）、森田哲矢（さらば青春の光）、酒井貴士（ザ・マミィ） |                               |
| 146 | 9月10日  | テンション爆上げ～む - ハモリ我慢ゲーム - 怪盗!丸点棒ゲーム                                                                | 竹内涼真 | 高橋茂雄（サバンナ）、モグライダー、熊元プロレス（紅しょうが） |                               |
| 147 | 9月24日  | テンション爆上げ～む - 怪盗!丸点棒ゲーム - ハモリ我慢ゲーム - あたまおしりゲーム - 何人食べられるかな?サイコログルメバトル | Mrs. GREEN APPLE（若井混斗、藤澤涼架）、永瀬廉（King & Prince） | 田中卓志（アンガールズ）、川村エミコ（たんぽぽ）、斎藤司（トレンディエンジェル）、森田哲矢（さらば青春の光）、小杉竜一（ブラックマヨネーズ）、井戸田潤（スピードワゴン）、オカリナ（おかずクラブ）、キンタロー。、ヒコロヒー、ナダル（コロコロチキチキペッパーズ）、蛙亭 | 2時間30分SP （18:30 - 20:55） |
| 148 | 10月8日  | テンション爆上げ～む - 3文字連想ゲーム - ハモリ我慢ゲーム - あたまおしりゲーム - 何人食べられるかな?サイコログルメバトル   | 奈緒、玉森裕太（Kis-My-Ft2）、満島真之介、柳楽優弥 | ハライチ、小杉竜一（ブラックマヨネーズ）、陣内智則、大久保佳代子（オアシズ）、もう中学生、熊元プロレス（紅しょうが）、信子（ぱーてぃーちゃん） | 2時間30分SP （18:30 - 20:55） |
| 149 | 10月15日 | テンション爆上げ～む - ハモリ我慢ゲーム                                                                                    | 宮舘涼太・佐久間大介（Snow Man） | 、田中卓志（アンガールズ）、塚地武雅（ドランクドラゴン）、横澤夏子、荒川（エルフ） |                               |
| 150 | 10月29日 | テンション爆上げ～む - ハモリ我慢ゲーム - 特急ことばかくれんぼ                                                             | 佐野勇斗・吉田仁人（M!LK） | 高橋茂雄（サバンナ）、モグライダー、信子（ぱーてぃーちゃん） |                               |
| 151 | 11月5日  | テンション爆上げ～む - ハモリ我慢ゲーム - 怪盗!丸点棒ゲーム                                                                | 黒木華 | ハライチ、川村エミコ（たんぽぽ）、とにかく明るい安村 |                               |
| 152 | 11月12日 | テンション爆上げ～む - ハモリ我慢ゲーム - 何人食べられるかな?サイコログルメバトル                                          | 綾瀬はるか、D-LITE（BIGBANG） | |                               |
| 153 | 11月19日 | テンション爆上げ～む - ハモリ我慢ゲーム - あたまおしりゲーム                                                               | 金城碧海（JO1） | 井戸田潤（スピードワゴン）、東京ホテイソン、信子（ぱーてぃーちゃん） |                               |
| 154 | 12月3日  | テンション爆上げ～む - ハモリ我慢ゲーム - 3文字連想ゲーム                                                                  | 佐藤栞里、梨花 | 劇団ひとり、イワクラ（蛙亭）、ラブレターズ |                               |
| 155 | 12月10日 | テンション爆上げ～む - ハモリ我慢ゲーム - あたまおしりゲーム                                                               | 宮世琉弥 | 小杉竜一（ブラックマヨネーズ）、椿鬼奴、タイムマシーン3号 |                               |
| 156 | 12月24日 | テンション爆上げ～む - あたまおしりゲーム - 3文字連想ゲーム                                                                | | 小杉竜一（ブラックマヨネーズ）、高橋茂雄（サバンナ）、ガンバレルーヤ、田中卓志（アンガールズ）、塚地武雅（ドランクドラゴン）、横澤夏子、荒川（エルフ） | 3時間SP （18:00 - 20:55）     |
| 156 | 12月24日 | 輝く!ハモリ我慢年間大賞 2024年間大賞                                                                                       | | | 3時間SP （18:00 - 20:55）     |

##### 2025年
| 回  | 放送日   | 企画 | メインゲスト | その他のゲスト | 備考                          |
| --- | -------- | --- | --- | --- | ----------------------------- |
| 157 | 01月01日 | テンション爆上げ〜む - 新春ドラマ対抗 ハモリ我慢ゲーム - 何人食べられるかな? サイコログルメバトル - あたまおしりゲーム       | 松坂桃李、吉岡里帆、北村一輝、蒔田彩珠、広瀬すず、森崎ウィン、藤本隆宏、磯村勇斗、芳根京子、 鈴木伸之、佐藤隆太、木村多江、木村拓哉、鈴木京香、及川光博、中村アン、綾瀬はるか、米倉涼子 | 出川哲朗、みやぞん、盛山晋太郎（見取り図）、 ガンバレルーヤ、信子（ぱーてぃーちゃん） | 4時間15分SP （17:00 - 21:15） |
| 158 | 01月14日 | テンション爆上げ～む - ハモリ我慢ゲーム                                                                                      | 大泉洋、松本若菜、佐藤隆太 | |                               |
| 159 | 01月21日 | テンション爆上げ～む - ハモリ我慢ゲーム                                                                                      | 坂東龍汰 | 横澤夏子、モグライダー、ナダル（コロコロチキチキペッパーズ） |                               |
| 160 | 02月04日 | テンション爆上げ～む - ハモリ我慢ゲーム - あたまおしりゲーム                                                                 | 田中樹（SixTONES） | 藤森慎吾（オリエンタルラジオ）、錦鯉、あぁ～しらき |                               |
| 161 | 02月11日 | テンション爆上げ～む - ハモリ我慢ゲーム - 何人食べられるかな? サイコログルメバトル                                           | 目黒蓮（Snow Man）、佐野勇斗（M!LK） | |                               |
| 162 | 02月25日 | テンション爆上げ～む - ハモリ我慢ゲーム - あたまおしりゲーム - 何人食べられるかな? サイコログルメバトル                      | 中島健人、桐谷健太 花村想太（Da-iCE）、大野雄大（Da-iCE） | とにかく明るい安村、松井ケムリ（令和ロマン）、 信子（ぱーてぃーちゃん）、はいだしょうこ | 2時間30分SP （18:30 - 20:55） |
| 163 | 03月04日 | テンション爆上げ～む - ハモリ我慢ゲーム - 輪になってワードゲーム                                                             | 数原龍友（GENERATIONS）、小森隼（GENERATIONS） | 陣内智則、森田哲矢（さらば青春の光）、 高野正成（きしたかの）、熊元プロレス（紅しょうが） |                               |
| 164 | 03月11日 | テンション爆上げ～む - ハモリ我慢ゲーム                                                                                      | 戸田恵子、西野七瀬、伊原六花 | 小杉竜一（ブラックマヨネーズ）、オカリナ（おかずクラブ） カンニング竹山、酒井貴士（ザ・マミィ） |                               |
| 165 | 03月25日 | テンション爆上げ～む - ハモリ我慢ゲーム - 何人食べられるかな? サイコログルメバトル                                           | 近藤真彦、西田ひかるKōki、渡邊圭祐 | |                               |
| 166 | 04月01日 | テンション爆上げ～む - ハモリ我慢ゲーム - 何人食べられるかな? サイコログルメバトル                                           | MOMONA、AYANE（ME：I）阿部寛、永野芽郁、道枝駿佑（なにわ男子） | 陣内智則、あんり（ぼる塾）、 庄司智春（品川庄司）、荒川（エルフ） | 2時間SP （19:00 - 20:55）     |
| 167 | 04月15日 | テンション爆上げ～む - ハモリ我慢ゲーム - 怪盗!丸点棒ゲーム                                                                  | 間宮祥太朗 | 塚地武雅（ドランクドラゴン）、鬼越トマホーク、信子（ぱーてぃーちゃん） |                               |
| 168 | 04月22日 | テンション爆上げ～む - ハモリ我慢ゲーム - あたまおしりゲーム                                                                 | 菊池風磨、原嘉孝（timelesz） | 陣内智則、庄司智春（品川庄司）、荒川（エルフ）、あんり（ぼる塾） |                               |
| 169 | 05月06日 | テンション爆上げ～む - 歌詞イス取りゲーム - ハモリ我慢ゲーム - あたまおしりゲーム - 何人食べられるかな? サイコログルメバトル | 松田元太（Travis Japan） 菊池風磨、原嘉孝（timelesz） | 大久保佳代子（オアシズ）、とにかく明るい安村、狩野英孝、小宮浩信（三四郎）、 屋敷裕政（ニューヨーク）、ナダル（コロコロチキチキペッパーズ）、 高野正成（きしたかの）、信子（ぱーてぃーちゃん）、小杉竜一（ブラックマヨネーズ）、 高橋茂雄（サバンナ）、キンタロー。、荒川（エルフ） | 2時間30分SP （18:30 - 20:55） |
| 170 | 05月13日 | テンション爆上げ～む - ハモリ我慢ゲーム - 特急ことばかくれんぼ                                                               | ホラン千秋 | 小杉竜一（ブラックマヨネーズ）、尾形貴弘（パンサー）、 岡部大（ハナコ）、植田紫帆（オダウエダ） |                               |
| 171 | 05月20日 | テンション爆上げ～む - ハモリ我慢ゲーム - 3文字連想ゲーム                                                                    | 佐藤栞里 | 劇団ひとり、東京ホテイソン、あんり（ぼる塾） |                               |
| 172 | 06月03日 | テンション爆上げ～む - ハモリ我慢ゲーム - あたまおしりゲーム - 何人食べられるかな? サイコログルメバトル                      | 上白石萌歌 小栗旬、池松壮亮 | 陣内智則、阿佐ヶ谷姉妹、大鶴肥満（ママタルト） | 2時間SP（19:00 - 20:55）      |
| 173 | 06月10日 | テンション爆上げ～む - ハモリ我慢ゲーム - 特急ことばかくれんぼ                                                               | DAIGO | 田中卓志（アンガールズ）、モグライダー、薄幸（納言） |                               |
| 174 | 06月17日 | テンション爆上げ～む - ハモリ我慢ゲーム - 怪盗!丸点棒ゲーム                                                                  | 佐野勇斗、山中柔太朗（M!LK） | ナイツ、あんり（ぼる塾）、信子（ぱーてぃーちゃん） |                               |
| 175 | 07月01日 | 2025上半期 輝く!ハモリ我慢大賞                                                                                               | | | 2時間30分SP （18:30 - 20:55） |
| 175 | 07月01日 | テンション爆上げ～む - 何人食べられるかな? サイコログルメバトル                                                              | 清原果耶、成田凌、ナ・イヌ | | 2時間30分SP （18:30 - 20:55） |
| 176 | 07月08日 | テンション爆上げ～む - ハモリ我慢ゲーム - 何人食べられるかな? サイコログルメバトル                                           | 小芝風花、木村佳乃 | |                               |
| 177 | 07月15日 | テンション爆上げ～む - あたまおしりゲーム - ハモリ我慢ゲーム                                                                 | 渡辺翔太（Snow Man） | 盛山晋太郎（見取り図）、男性ブランコ、信子（ぱーてぃーちゃん） |                               |
| 178 | 07月29日 | テンション爆上げ～む - ハモリ我慢ゲーム - 何人食べられるかな? サイコログルメバトル                                           | 近藤真彦 鈴木亮平、菜々緒 | |                               |
| 179 | 08月05日 | テンション爆上げ～む - ハモリ我慢ゲーム - プラマイ1ゲーム                                                                    | 金城碧海、木全翔也（JO1） | 大久保佳代子、錦鯉、小宮浩信（三四郎） |                               |
| 180 | 08月12日 | テンション爆上げ～む - ハモリ我慢ゲーム - プラマイ1ゲーム                                                                    | 宮世琉弥 | 陣内智則、森田哲矢（さらば青春の光）、キンタロー。、松井ケムリ（令和ロマン） |                               |
| 181 | 08月19日 | テンション爆上げ～む - ハモリ我慢ゲーム - あたまおしりゲーム - 何人食べられるかな? サイコログルメバトル                      | 河合優実 髙橋海人（King & Prince）、井浦新 | 高橋茂雄（サバンナ）、ザ・たっち、バービー（フォーリンラブ）、 狩野英孝、マヂカルラブリー、あんり（ぼる塾） | 2時間SP（19:00 - 20:55）      |

## コーナー

### テンション爆上げ〜む
2022年2月8日から放送。当番組のメインコーナーである。バナナ・サンドの4人とゲストが幼少期の格好をしてお家や学校にある物でできる簡単な遊びを3つ程し、対決をする。仕切り役は設楽だが、設楽がプレイヤーの時は伊達が代わりに仕切る。なお両者がプレイヤーに入る時はゲストの一人が仕切る。
コーナーの合間にはゲストから4人に相談したい事があると話題を提示し、アドバイスに沿ったロールプレイとして四人とゲストのコントが始まるが、四人のボケにゲストが振り回され結局悩みは解決せず、「あきらめて下さい」となる展開が恒例となっている。

#### ハモリ我慢ゲーム
本企画の直近のメインコーナーとなっている。ピアノ伴奏とコーラス隊をバックに楽曲を歌い、コーラス隊のハモリにつられずにサビを歌い切るゲーム。サビ前まではピアノ伴奏がつきコーラス隊はメインメロディを歌うが、サビの部分ではピアノは演奏を止め、コーラス隊はハーモニーの部分だけを歌う。コーラス隊にはミュージカル俳優の石丸幹二がリーダーとして加わることもある。直近の放送で石丸が不在の回は、コーラス隊メンバーのうち1人が石丸のようなハモリのメインパートを担当し、中心的な存在として出演者を惑わせる。その1人は概ね毎回固定された人物である。
番組及びTBS公式YouTubeではハモリ我慢ゲームの音源がアップロードされており、挑戦者同様に挑むことができる。
長らくSMILE-UP.（旧ジャニーズ事務所）所属タレントの成功者が出なかったが、2023年8月22日の放送で、二階堂高嗣（Kis-My-Ft2）が初めて成功させた。また、共に参戦した同じくKis-My-Ft2の千賀健永は1曲目で失敗したものの、2曲目で成功させた（二階堂は2曲連続で成功）。
2022年12月6日放送分では、サビ全体で音程を外した割合を「ハモリつられ率」（以下「つられ率」）とし、今まで挑戦してきた総勢59名の中でつられ率が高い上位10名を「芸人部門」、「俳優・アイドル部門」でそれぞれ発表された。その結果、つられ率が最も高かった深澤辰哉（Snow Man）がハモリ我慢大賞を受賞してしまった。
2023年7月18日に第2回ハモリ我慢大賞が放送され、つられ率が最も高かった、97％の田中樹（SixTONES）が第2回大賞を受賞してしまった。
2024年1月9日放送の3時間スペシャルでは体調不良で欠席した河合優実の代理として、金曜ドラマ『不適切にもほどがある！』に出演していない信子（ぱーてぃーちゃん）が参加した。
| 1位  | 設楽統（バナナマン）             | I LOVE YOU/尾崎豊                               | 92% |
| 2位  | 山内健司（かまいたち）           | 涙そうそう/夏川りみ                             | 86% |
| 3位  | 澤部佑（ハライチ）               | 世界が終るまでは…/WANDS                         | 82% |
| 4位  | 濱家隆一（かまいたち）           | 小さな恋のうた/MONGOL800                        | 78% |
| 5位  | 大久保佳代子（オアシズ）         | フレンズ/REBECCA                                | 72% |
| 6位  | 富澤たけし（サンドウィッチマン） | ギンギラギンにさりげなく/近藤真彦               | 71% |
| 7位  | よしこ（ガンバレルーヤ）         | ロマンスの神様/広瀬香美                         | 69% |
| 8位  | 長谷川雅紀（錦鯉）               | 空も飛べるはず/スピッツ                         | 64% |
| 9位  | 小杉竜一（ブラックマヨネーズ）   | 愛のままにわがままに 僕は君だけを傷つけない/B'z | 44% |
| 10位 | おいでやす小田（おいでやすこが） | HELLO/福山雅治                                  | 24% |

| 1位  | 深澤辰哉（Snow Man）              | がんばりましょう/SMAP                           | 100% |
| 2位  | 渡辺翔太（Snow Man）              | 夜空ノムコウ/SMAP                               | 83%  |
| 3位  | 百田夏菜子（ももいろクローバーZ） | 夜に駆ける /YOASOBI                             | 66%  |
| 4位  | 賀来賢人                          | バンザイ 〜好きでよかった〜/ウルフルズ          | 54%  |
| 5位  | 岸優太（当時King & Prince）       | 硝子の少年/KinKi Kids                           | 50%  |
| 6位  | 榮倉奈々                          | Hello, Again 〜昔からある場所〜/My Little Lover | 44%  |
| 7位  | ジェシー（SixTONES）              | 仮面舞踏会 /少年隊                              | 36%  |
| 8位  | 満島ひかり                        | 渚にまつわるエトセトラ/PUFFY                    | 16%  |
| 9位  | 中村倫也                          | セロリ/SMAP                                     | 12%  |
| 10位 | 中川大志                          | 夏の日の1993/class                              | 11%  |

| 1位  | 川村エミコ（たんぽぽ）           | アジアの純真/PUFFY                      | 96％ |
| 2位  | よしこ（ガンバレル―ヤ）          | CAN YOU CELEBRATE?/安室奈美恵           | 95％ |
| 3位  | 三村マサカズ（さまぁ～ず）       | 君は薔薇より美しい/布施明               | 94％ |
| 4位  | とにかく明るい安村               | 勝手にシンドバッド/サザンオールスターズ | 92％ |
| 5位  | あばれる君                       | Runner/爆風スランプ                     | 83％ |
| 6位  | 大久保佳代子（オアシズ）         | 桃色吐息/高橋真梨子                     | 81％ |
| 7位  | 富澤たけし（サンドウィッチマン） | NAI・NAI 16/シブがき隊                  | 65％ |
| 8位  | 陣内智則                         | 卒業/尾崎豊                             | 58％ |
| 9位  | 稲田直樹（アインシュタイン）     | シンデレラガール/King & Prince          | 41％ |
| 10位 | 設楽統（バナナマン）             | 人にやさしく/ THE BLUE HEARTS           | 23％ |

| 1位  | 田中樹（SixTONES）                   | A・RA・SHI/嵐                           | 97％ |
| 2位  | 渡辺翔太（Snow Man）                 | らいおんハート/SMAP                     | 87％ |
| 3位  | 賀来賢人                             | 今宵の月のように/エレファントカシマシ   | 81％ |
| 4位  | 北乃きい                             | アイノカタチ/MISIA feat. HIDE (GReeeeN) | 63％ |
| 5位  | 金城碧海(JO1)                        | Ti Amo/EXILE                            | 56％ |
| 6位  | 百田夏菜子（ももいろクローバーZ）    | 桃色片想い/松浦亜弥                     | 52％ |
| 7位  | 向井康二（Snow Man）                 | Love so sweet/嵐                        | 50％ |
| 8位  | 関口メンディー（GENERATIONS・EXILE） | ズルい女/シャ乱Q                        | 40％ |
| 9位  | 松本若菜                             | カブトムシ/aiko                         | 38％ |
| 10位 | 中村倫也                             | squall/福山雅治                         | 17％ |

| 1位  | 川村エミコ（たんぽぽ）     | アジアの純真/PUFFY                         | 96% |
| 2位  | よしこ（ガンバレルーヤ）   | CAN YOU CELEBRATE?/安室奈美恵              | 95% |
| 3位  | 三村マサカズ（さまぁ～ず） | 君は薔薇より美しい/布施明                  | 94% |
| 4位  | とにかく明るい安村         | 勝手にシンドバッド/サザンオールスターズ    | 92% |
| 5位  | ともしげ（モグライダー）   | WAになっておどろう/V6                      | 85% |
| 6位  | あばれる君                 | Runner/爆風スランプ                        | 82% |
| 7位  | 大久保佳代子（オアシズ）   | 桃色吐息/高橋真梨子                        | 81% |
| 8位  | 劇団ひとり                 | ルビーの指環/寺尾聰                        | 77% |
| 9位  | 田中卓志（アンガールズ）   | KISS ME/氷室京介                           | 68% |
| 10位 | 信子（ぱーてぃーちゃん）   | あなたに逢いたくて～Missing You～/松田聖子 | 66% |

| 1位  | 田中樹（SixTONES）                   | A・RA・SHI/嵐                           | 97% |
| 2位  | 佐野勇斗                             | サクラ咲ケ/嵐                           | 91% |
| 3位  | 渡辺翔太（Snow Man）                 | らいおんハート/SMAP                     | 87% |
| 4位  | 関口メンディー（GENERATIONS・EXILE） | 花 -Memento-Mori-/Mr.Children           | 86% |
| 5位  | 金城碧海（JO1）                      | 接吻 Kiss/Original Love                 | 85% |
| 6位  | 榮倉奈々                             | スローモーション/中森明菜               | 82% |
| 7位  | 賀来賢人                             | 今宵の月のように/エレファントカシマシ   | 81% |
| 8位  | 山下健二郎（三代目 J Soul Brothers） | 全力少年/スキマスイッチ                 | 65% |
| 9位  | 北乃きい                             | アイノカタチ/MISIA feat. HIDE (GReeeeN) | 63% |
| 10位 | 百田夏菜子（ももいろクローバーZ）    | Over Drive/JUDY AND MARY                | 62% |

| 1位  | 富澤たけし（サンドウィッチマン） | デビルマンのうた/十田敬三           | 94% |
| 2位  | みやぞん                         | 海の声/浦島太郎（桐谷健太）         | 92% |
| 3位  | 長谷川雅紀（錦鯉）               | YAH YAH YAH/CHAGE and ASKA          | 88% |
| 4位  | 川村エミコ（たんぽぽ）           | ラムのラブソング/松谷祐子           | 82% |
| 5位  | 設楽統（バナナマン）             | オトナブルー/新しい学校のリーダーズ | 81% |
| 6位  | 横澤夏子                         | あ～よかった/花*花                  | 80% |
| 7位  | とにかく明るい安村               | 島人ぬ宝/BEGIN                      | 72% |
| 8位  | よしこ（ガンバレルーヤ）         | ボーイフレンド/aiko                 | 69% |
| 9位  | 陣内智則                         | 白い雲のように/猿岩石               | 59% |
| 10位 | 澤部佑（ハライチ）               | 贈る言葉/海援隊                     | 47% |

| 1位  | 田中樹（SixTONES）         | Happiness/嵐                    | 97% |
| 2位  | 久間田琳加                 | マリーゴールド/あいみょん       | 96% |
| 3位  | 佐野勇斗                   | 感謝カンゲキ雨嵐/嵐             | 89% |
| 4位  | 山下美月（当時・乃木坂46） | トリセツ/西野カナ               | 86% |
| 5位  | 金城碧海（JO1）            | シングルベッド/シャ乱Q          | 70% |
| 6位  | 森七菜                     | 花火/aiko                       | 57% |
| 7位  | 花村想太（Da-iCE）         | SPY/槇原敬之                    | 52% |
| 8位  | DAIGO                      | HOWEVER/GLAY                    | 45% |
| 9位  | 中川大志                   | 涙のキッス/サザンオールスターズ | 42% |
| 10位 | 大泉洋                     | SEAY YES/CHAGE and ASKA         | 28% |

| 1位  | 富澤たけし（サンドウィッチマン）     | デビルマンのうた/十田敬三         | 94% |
| 2位  | みやぞん                             | 海の声/浦島太郎（桐谷健太）       | 92% |
| 3位  | ナダル（コロコロチキチキペッパーズ） | 花/ORANGE RANGE                   | 91% |
| 4位  | 長谷川雅紀（錦鯉）                   | YAH YAH YAH/CHAGE and ASKA        | 88% |
| 5位  | 横澤夏子                             | 気分爽快/森高千里                 | 85% |
| 6位  | 川村エミコ（たんぽぽ）               | ラムのラブソング/松谷祐子         | 82% |
| 7位  | 設楽統（バナナマン）                 | オトナブルー/新しい学校リーダーズ | 80% |
| 8位  | ともしげ（モグライダー）             | MARIONETTE/BOØWY                  | 77% |
| 9位  | とにかく明るい安村                   | 島人ぬ宝/BEGIN                    | 72% |
| 10位 | よしこ（ガンバレルーヤ）             | ボーイフレンド/aiko               | 70% |

| 1位  | 田中樹（SixTONES）       | Happiness/嵐               | 97% |
| 2位  | 久間田琳加               | マリーゴールド/あいみょん  | 96% |
| 3位  | 玉森裕太（Kis-My-Ft2）   | ちいさな恋のうた/MONGOL800 | 90% |
| 4位  | 佐野勇斗                 | 感謝カンゲキ雨嵐/嵐        | 89% |
| 5位  | 山下美月（当時乃木坂46） | トリセツ/西野カナ          | 86% |
| 6位  | 金城碧海（JO1）          | シングルベッド/シャ乱Q     | 70% |
| 7位  | 佐久間大介（Snow Man）   | Believe/嵐                 | 69% |
| 8位  | 森七菜                   | 花火/aiko                  | 57% |
| 9位  | 花村想太（Da-iCE）       | SPY/槇原敬之               | 52% |
| 10位 | 葵わかな                 | カブトムシ/aiko            | 46% |

#### 合いの手かぶっちゃダメゲーム
指定された楽曲を全員で歌いながら、合いの手の入るタイミングで前に飛び出しポーズを決めるというゲーム。前に出た時、誰ともタイミングがかぶらなかったら加点、他のメンバーとかぶってしまったら減点となる。

#### 怪盗！丸点棒ゲーム
2022年5月21日より放送。中国風のBGMに乗せて濁点や半濁点、伸ばし棒の取れた（設定として怪盗に盗まれた）お題が出題され、その言葉を当てる。例題として「ほるへん」が出題された場合、「ぼーるぺん（ボールペン）」が正解となる。基本的に正解すると1点獲得するが、稀に小さい「っ」も取れたボーナス問題が出題され3点獲得となり、例題として「ふろこり」が出題された場合、「ぶろっこりー（ブロッコリー）」が正解となる。

#### あたまおしりゲーム
2023年1月24日から放送。リズムと共に最初の文字と最後の文字が順番に出題され、10秒間に出題された文字の間を繋げてできる言葉を当てる。繋げた文字数によって点数が異なり、例題として「ば」と「ど」が出題された場合、「ばんど」だと1点、「ばななさんど」だと4点獲得となる。10秒間に解答が出なかった場合や不正解の場合は解答権を失い、やり直しはできない。リズム作曲は金光祐実が担当。2025年1月1日にはゲーム版が買い切り用のスマホアプリとして配信された。

#### プラマイ1ゲーム
2025年8月5日より放送。SF風のBGMに乗せてお題が出題され、そのお題で数字の読みを日本語読みや英語読み問わず一つ足したり引いたりして出来る言葉を当てる。例題として「ふじに」が出題された場合、2を日本語読みで一つ足すことから「ふじさん（富士山）」が、「わんりんぐ」が出題された場合、1を英語読みで一つ足すことから「つーりんぐ（ツーリング）」が正解となる。これまでの言葉当てゲームとは異なり、チームの点数を競うルールではなく早抜け形式となっている。

#### 何人食べられるかな？サイコログルメバトル
サイコロを振ってごちそうを食べられる人数をサイコロで決めゲームで対決をして勝った人だけが食べられるゲーム。ゲームに負けた人は逆さにさせた清酒専用通箱に座って、勝った人の食べるところを見守る。
バナナ・サンドの4人とゲスト（少なくとも1人）に対し、最大の目は4→3のため、必ず食べられない人が出る。

### 過去のコーナー
正式な発表は無いが2025年現在、放送がない企画。
ゲストコーナー
スタジオにゲストを招いてバナナ・サンドといっしょにクイズやお悩み相談などをしたり、ある対決をしたりして遊ぶ。
爆上がりショット!
ゲストが今何でテンションが上がるかを写真で紹介するコーナー。
仙台飯天下統一
伊達の持ち込み企画。伊達政宗が果たせなかった天下統一をサンドウィッチマンが仙台飯で成し遂げる企画。
戦いはサンドウィッチマンvs地方出身ゲストによる先鋒・中堅・大将戦の3本勝負で「○○の時に食べたい一品」のお題に合ったご当地飯をプレゼンし、関東出身のバナナマンが勝敗を判定する。敗者には「帰宅落ち武者」の罰ゲームが執行される。
目指せ1000円食堂
レーンに流れてくる激安料理を、合計金額が1000円になるよう選ぶゲーム。1000円との金額差(±両方とも可)が最も小さかったメンバーが勝者となり、最下位はブリの臭みを1000倍にして凝縮した「1000ブリ茶」を飲まされる。ゲストは臭いのみ嗅がされるが最下位でない場合は飲まされることはない。
絶品グルメ争奪 ごちそうババ抜き
数字の代わりにメニューが書かれたカードでババ抜きをして、揃ったカードのごちそうが食べられる。ただし、中には「番組特製激辛わさび」など罰ゲーム要素の高いメニューも含まれている。そして、最後までジョーカーを持っていた人物には「帰宅JOKER」など何かしら顔にメイクをした状態で帰宅させられる。なお、メイク内容その季節に合わせたものにもなっている。

## 特殊な放送休止事例
2023年3月21日、当初19:00 - 20:57に2時間SPを放送予定だったが、同日に行われたワールド・ベースボール・クラシック（WBC）の準決勝で日本代表が勝利したことを受けて、『WBC緊急特番! 準決勝 日本×メキシコ〜世紀の大一番をもう一度!〜』に変更したため、急遽放送休止になった。代替放送日は同年3月28日で緊急蔵出し版の2時間スペシャルをオンエアされた。
2024年1月1日、17:00 - 21:00に初の元日4時間スペシャルを放送することが2023年12月5日の放送分で発表された。しかし放送当日に令和6年能登半島地震が発生し、報道特別番組が編成されたことにより放送が中止となり、1月9日19:00に延期となり、3時間スペシャルで放送となった。この変更で、『義母と娘のブルースFINAL』は「明日・1月2日夜9時」→「TVer・U-NEXT Paraviコーナーで配信中」および「7月10日DVD・ブルーレイ発売」に変更となった（『ハリーポッターと呪いの子』『さよならマエストロ』『Eye Love You』『不適切にもほどがある!』は従来通り「好評上映中」「1月14日スタート」「1月23日スタート」「1月26日スタート」と表示した。）。これに伴い、『ドリーム東西ネタ合戦2024』『ジョンソンSP』も延期。

## ネット局

### 深夜時代
| 放送対象地域   | 放送局                | 系列    | 放送日時                     | 放送期間                      | 遅れ日数   |
| -------------- | --------------------- | ------- | ---------------------------- | ----------------------------- | ---------- |
| 関東広域圏     | TBSテレビ（TBS）      | TBS系列 | 水曜 23:56 - 翌0:55          | 2020年7月1日 - 2021年3月24日  | 【制作局】 |
| 北海道         | 北海道放送（HBC）     | TBS系列 | 水曜 23:56 - 翌0:55          | 2020年7月1日 - 2021年3月24日  | 同時ネット |
| 青森県         | 青森テレビ（ATV）     | TBS系列 | 水曜 23:56 - 翌0:55          | 2020年7月6日 - 2021年3月24日  | 同時ネット |
| 岩手県         | IBC岩手放送（IBC）    | TBS系列 | 水曜 23:56 - 翌0:55          | 2020年7月1日 - 2021年3月24日  | 同時ネット |
| 宮城県         | 東北放送（tbc）       | TBS系列 | 水曜 23:56 - 翌0:55          | 2020年7月6日 - 2021年3月24日  | 同時ネット |
| 山形県         | テレビユー山形（TUY） | TBS系列 | 水曜 23:56 - 翌0:55          | 2020年7月25日 - 2021年3月24日 | 同時ネット |
| 福島県         | テレビユー福島（TUF） | TBS系列 | 水曜 23:56 - 翌0:55          | 2020年7月1日 - 2021年3月24日  | 同時ネット |
| 新潟県         | 新潟放送（BSN）       | TBS系列 | 水曜 23:56 - 翌0:55          | 2020年7月1日 - 2021年3月24日  | 同時ネット |
| 静岡県         | 静岡放送（SBS）       | TBS系列 | 水曜 23:56 - 翌0:55          | 2020年7月1日 - 2021年3月24日  | 同時ネット |
| 鳥取県・島根県 | 山陰放送（BSS）       | TBS系列 | 水曜 23:56 - 翌0:55          | 2020年7月1日 - 2021年3月24日  | 同時ネット |
| 岡山県･香川県  | RSK山陽放送（RSK）    | TBS系列 | 水曜 23:56 - 翌0:55          | 2020年10月7日 - 2021年3月24日 | 同時ネット |
| 広島県         | 中国放送（RCC）       | TBS系列 | 水曜 23:56 - 翌0:55          | 2020年7月11日 - 2021年3月24日 | 同時ネット |
| 山口県         | テレビ山口（tys）     | TBS系列 | 水曜 23:56 - 翌0:55          | 2020年9月30日 - 2021年3月24日 | 同時ネット |
| 福岡県         | RKB毎日放送（RKB）    | TBS系列 | 水曜 23:56 - 翌0:55          | 2020年7月1日 - 2021年3月24日  | 同時ネット |
| 長崎県         | 長崎放送（NBC）       | TBS系列 | 水曜 23:56 - 翌0:55          | 2020年7月1日 - 2021年3月24日  | 同時ネット |
| 熊本県         | 熊本放送（RKK）       | TBS系列 | 水曜 23:56 - 翌0:55          | 2020年7月1日 - 2021年3月24日  | 同時ネット |
| 宮崎県         | 宮崎放送（mrt）       | TBS系列 | 水曜（火曜深夜） 0:00 - 1:00 | 2020年7月8日 - 2021年4月6日   | 遅れネット |
| 石川県         | 北陸放送（MRO）       | TBS系列 | 土曜（金曜深夜） 0:20 - 1:20 | 2020年7月11日 - 2021年4月24日 | 遅れネット |
| 大分県         | 大分放送（OBS）       | TBS系列 | 月曜 23:56 - 翌0:55          | 2020年7月13日 - 2021年4月5日  | 遅れネット |
| 中京広域圏     | CBCテレビ（CBC）      | TBS系列 | 水曜 23:59 - 翌0:59          | 2020年7月15日 - 2021年3月31日 | 遅れネット |
| 山梨県         | テレビ山梨（UTY）     | TBS系列 | 木曜 0:00 - 1:00（水曜深夜） | 2020年7月16日 - 2021年4月8日  | 遅れネット |
| 長野県         | 信越放送（SBC）       | TBS系列 | 木曜 23:56 - 翌0:57          | 2020年7月23日 - 2021年4月5日  | 遅れネット |
| 沖縄県         | 琉球放送（RBC）       | TBS系列 | 木曜 23:59 - 翌0:59          | 2020年7月23日 - 2021年4月1日  | 遅れネット |
| 近畿広域圏     | 毎日放送（MBS）       | TBS系列 | 水曜 23:56 - 翌0:53          | 2020年8月2日 - 2021年4月14日  | 遅れネット |

### ゴールデンタイム時代
| 放送対象地域   | 放送局                    | 系列    | 放送時間           | ネット状況 |
| -------------- | ------------------------- | ------- | ------------------ | ---------- |
| 関東広域圏     | TBSテレビ（TBS）          | TBS系列 | 火曜 20:00 - 20:54 | 【制作局】 |
| 北海道         | 北海道放送（HBC）         | TBS系列 | 火曜 20:00 - 20:54 | 同時ネット |
| 青森県         | 青森テレビ（ATV）         | TBS系列 | 火曜 20:00 - 20:54 | 同時ネット |
| 岩手県         | IBC岩手放送（IBC）        | TBS系列 | 火曜 20:00 - 20:54 | 同時ネット |
| 宮城県         | 東北放送（tbc）           | TBS系列 | 火曜 20:00 - 20:54 | 同時ネット |
| 山形県         | テレビユー山形（TUY）     | TBS系列 | 火曜 20:00 - 20:54 | 同時ネット |
| 福島県         | テレビユー福島（TUF）     | TBS系列 | 火曜 20:00 - 20:54 | 同時ネット |
| 山梨県         | テレビ山梨（UTY）         | TBS系列 | 火曜 20:00 - 20:54 | 同時ネット |
| 長野県         | 信越放送（SBC）           | TBS系列 | 火曜 20:00 - 20:54 | 同時ネット |
| 新潟県         | 新潟放送（BSN）           | TBS系列 | 火曜 20:00 - 20:54 | 同時ネット |
| 静岡県         | 静岡放送（SBS）           | TBS系列 | 火曜 20:00 - 20:54 | 同時ネット |
| 富山県         | チューリップテレビ（TUT） | TBS系列 | 火曜 20:00 - 20:54 | 同時ネット |
| 石川県         | 北陸放送（MRO）           | TBS系列 | 火曜 20:00 - 20:54 | 同時ネット |
| 中京広域圏     | CBCテレビ（CBC）          | TBS系列 | 火曜 20:00 - 20:54 | 同時ネット |
| 近畿広域圏     | 毎日放送（MBS）           | TBS系列 | 火曜 20:00 - 20:54 | 同時ネット |
| 鳥取県・島根県 | 山陰放送（BSS）           | TBS系列 | 火曜 20:00 - 20:54 | 同時ネット |
| 岡山県・香川県 | RSK山陽放送（RSK）        | TBS系列 | 火曜 20:00 - 20:54 | 同時ネット |
| 広島県         | 中国放送（RCC）           | TBS系列 | 火曜 20:00 - 20:54 | 同時ネット |
| 山口県         | テレビ山口（tys）         | TBS系列 | 火曜 20:00 - 20:54 | 同時ネット |
| 愛媛県         | あいテレビ（itv）         | TBS系列 | 火曜 20:00 - 20:54 | 同時ネット |
| 高知県         | テレビ高知（KUTV）        | TBS系列 | 火曜 20:00 - 20:54 | 同時ネット |
| 福岡県         | RKB毎日放送（RKB）        | TBS系列 | 火曜 20:00 - 20:54 | 同時ネット |
| 長崎県         | 長崎放送（NBC）           | TBS系列 | 火曜 20:00 - 20:54 | 同時ネット |
| 熊本県         | 熊本放送（RKK）           | TBS系列 | 火曜 20:00 - 20:54 | 同時ネット |
| 大分県         | 大分放送（OBS）           | TBS系列 | 火曜 20:00 - 20:54 | 同時ネット |
| 宮崎県         | 宮崎放送（MRT）           | TBS系列 | 火曜 20:00 - 20:54 | 同時ネット |
| 鹿児島県       | 南日本放送（MBC）         | TBS系列 | 火曜 20:00 - 20:54 | 同時ネット |
| 沖縄県         | 琉球放送（RBC）           | TBS系列 | 火曜 20:00 - 20:54 | 同時ネット |

## スタッフ

### レギュラー版（2025年8月5日以降）
火曜8時以降に加入→●
- 総合演出：塩谷泰孝（シオプロ）
- ナレーション：堀井美香（フリーアナウンサー、2022年3月放送分まではTBSテレビ）
- 構成：寺田智和、オークラ、中野俊成、水野としあき、今井太郎、板井龍太、髙崎淳平
- TM：重地渉（TBSテレビ、●）
- TD：坂口司（●、以前はCAM）
- VE：對間敏文（●）
- CAM：徳武正裕（●）
- 音声：井上奈央子、杉山雄飛（井上→一時離脱→復帰、杉山→●）【週替り】
- 照明：萩原小桃
- ロケ技術：fmt、ティ・ピー・ブレーン、港家、だだだ、Jeen、マイシャ、HBCFLEEX（全社→●）【週替り】
- ロケ車両：COM（●）【週替り】
- 編集：小川颯太
- MA：井上将（●、一時離脱→復帰）
- 音響効果：小田切暁（NAP）
- CG：山口剛史（ALEX）
- 楽曲協力：アイザワノーツ合同会社（●）【週替り】
- 伴奏：佐々木聖也（●）
- 楽曲制作/編集協力：カンケ（●）【週替り】
- 楽曲制作：金光佑実（●）【週替り】
- 技術協力：TBS ACT（●）
- 美術プロデューサー：羽田一成（●、以前は美術制作→一時離脱）
- 美術デザイナー：水野谷重謙（●、以前は美術プロデューサー）、岩井愛
- 美術ディレクター：高岸夕葵（●）
- 装置：武井恵美
- 操作：田村勝行、津久井佑太（津久井→●）
- 電飾：森田光俊
- 装飾：野呂利勝（●）
- 植木装飾：猿山利昭（●）
- アクリル装飾：後藤凛香（●）
- 衣装：佐多真優果（●）
- 持道具：上井柊弥（●）
- ヘアメイク：村上由希菜（●）
- タイトルロゴ：マウンテングラフィックス
- 編成：吉藤芽衣（TBSテレビ、●）
- 宣伝：齋藤朱里（TBSテレビ、●）
- 配信：パリーク亜門（TBSテレビ、●、以前は編成→一時離脱）
- TK：本田浩子
- デスク：椿美貴子
- 制作進行：大野道子
- AD：棚原美月、北原麻由子、大河内結希乃（山口社）、谷田部紗奈、山本明香里、勝田隼平、佐々木悠、間野哲平、大平純蓮、玉城壱星、勝谷凛夢、岡本史佳、漆島ほの香、高木康成、遠藤真緒、大竹明日海、森村圭佑、大西香織、北野史夏、宮田茜、横山銀次郎、大川夕理、片岡菫【週替り】（全員→●）
- AP：榎本香里、長屋瑠見（長屋→●）
- FD：高井翔太朗（シオプロ、●、以前は毎週ディレクター）【週替り】
- FD/ディレクター：鞠子千晶（シオプロ、●、以前は毎週AD）【週替り】
- ディレクター：馬庭広明（シオプロ）、唐澤景一（TBSテレビ）【毎週】、中西正太・岡千尋・斉藤崇・野上貢・牧野玖美・一瀬航哉（シオプロ）、新井孝輔・安部聖之（PLATFORM）、川端洋輔、本田哲也（ダイジョブス）、伊藤哲、田島優、中村優一郎、柚木雅博、新垣博章、中川大雅【週替り】（唐澤・岡・野上・田島〜一瀬→●、牧野・一瀬→以前は毎週AD、中川→以前はAD）
- プロデューサー：福島伸浩（TBSテレビ）／美濃部遥香（シオプロ）、中垣佐知子、梶山智未、関原奈津子、池澤由桂（ダイジョブス）（中垣・梶山→以前はキャスティングプロデューサー、池澤→以前はAP、関原→●、美濃部・福島以外→以前は担当プロデューサー）
- 制作協力：シオプロ
- 制作：TBSテレビコンテンツ制作局バラエティ制作二部（以前はバラエティ制作一部）
- 製作著作：TBS

過去のスタッフ（レギュラー版）
- ナレーション：服部潤、岩澤俊樹（共に●）
- 構成：ポテンシャル聡、関野樹（共に●）
- TM：山下直・鈴木博之（TBSテレビ、鈴木→●）
- TD：依田純（TBSテレビ）
- VE：生田史織、愛川楓丈
- 音声：和田良介（●）
- 美術プロデューサー：澁谷政史
- 美術ディレクター：髙山彩佳（●、以前は美術制作）、矢納釆佳（●、以前は美術制作→一時離脱）
- 操作：遠藤瞬（●）
- アクリル装飾：青木剛、森美男（●）
- 衣装：坂口みのり（●）
- 持道具：岩本美徳（●）
- 編集：岡田秀夫、川口善史
- MA：戯音工房
- イラスト：金子大悟（以前はタイトル）
- ヘアメイク：久野由喜、林杏（林→●）、濵﨑亜由美（●）
- 協力：FREEDOM OF ZACK
- 編成：柳沢光一郎・川口佳太・三浦萌・松本友香（TBSテレビ、川口〜松本→●、川口→一時離脱→復帰）
- 宣伝：中島聡・竹井英俊（TBSテレビ）【毎週】、星奈津美（TBSテレビ、●）【週替り】
- 配信：保坂龍之助・新川康朗・森岡史典（TBSテレビ、●）
- MP：渡辺英樹・服部英司（TBSテレビ）
- AD：牧麦、吉兼郁弥、高橋一平、大林良汰、佐野達郎、東山将典、上田和希、開米真子、横山銀次郎、山田ことの、蛭田航平、松尾康(弘)平、米原さくら、新西悠樹人、渡邉八雲、豊島菜奈、綾部未希、田尻岳、菅野綾音、大西香織、北野史夏、大石諒一、川島藍（佐野〜大石→●）
- FD：双津大地郎（シオプロ）、加用裕紀（共に●、双津→以前は毎週D、加用→以前は週替りD）
- AP：谷口晴楽（●）
- プロデューサー：井上整・松原拓也・石原隆史（TBSテレビ、松原・石原→●、石原→以前は編成→一時離脱）、山ノ内禎枝、片山裕達（山ノ内・片山→●、片山→以前は担当プロデューサー）
- チーフプロデューサー：福田健太郎（TBSテレビ、2020年10月7日-2021年6月）、坂本義幸（TBSテレビ、2021年7月6日-2021年9月）

### パイロット版
2020年3月31日放送分
- 総合演出：塩谷泰孝
- ナレーション：真地勇志
- 構成：寺田智和、オークラ、水野としあき、今井太郎、板井龍太、髙崎淳平
- TM：山下直（TBSテレビ）
- TD：依田純（TBSテレビ）
- VE：生田史織、愛川楓丈
- CAM：坂口司
- 音声：井上奈央子
- 照明：萩原小桃
- ロケ技術：港家（以前は技術協力）
- 編集：イングス
- MA：戯音工房
- 音響効果：小田切暁（NAP）
- 美術プロデューサー：澁谷政史、水野谷重謙
- 美術デザイナー：岩井愛
- 美術制作：羽田一成（以前は美術プロデューサー）
- 装置：佐藤恵美
- 操作：田村勝行
- 電飾：森田光俊
- アクリル装飾：青木剛
- ヘアメイク：久野由喜
- タイトルロゴ：マウンテングラフィックス
- イラスト：金子大悟（以前はタイトル）
- 編成：石原隆史（TBSテレビ）
- 宣伝：中島聡・竹井英俊（TBSテレビ）
- TK：本田浩子
- デスク：椿美貴子
- AD：谷口晴楽、牧野玖美、篠崎理緒
- 制作進行：大野道子
- MP：渡辺英樹・服部英司（TBSテレビ）
- AP：榎本香里、池澤由桂、田辺夏子
- キャスティングプロデューサー：中垣佐知子（以前はプロデューサー）、梶山智未
- ディレクター：高井翔太郎、中西正太、双津大地郎、安部聖之、斉藤崇
- プロデューサー：井上整（TBSテレビ）、美濃部遥香
- 制作協力：シオプロ（以前は製作著作）
- 制作：TBSテレビコンテンツ制作局バラエティ制作一部
- 製作著作：TBS

過去のスタッフ
- TD：風間誠
- AUD：松本直人
- VE：佐久間元貴
- LD：井町成宏
- 美術制作：落合竜司
- 装飾：村佳子
- メイク：内田泉
- タイトル/イラスト：マウンテングラフィックス、北村チン
- 技術協力：テクノマックス、fmt、T・P・BRAIN
- 美術協力：ジーケン・アート
- 宣伝：藤原萌子（TBSテレビ）
- ディレクター：加用裕紀